# Bundeskanzler (Deutschland)
Der Bundeskanzler der Bundesrepublik Deutschland (kurz: Bundeskanzler; Abkürzung BK) ist der Regierungschef der Bundesrepublik Deutschland. Er bildet zusammen mit den Bundesministern die Bundesregierung und bestimmt laut Verfassung die Richtlinien deren Politik. In der Praxis muss er allerdings die Vorstellungen seiner eigenen Partei und der Koalitionspartner berücksichtigen.
Zuweilen spricht man, aufgrund der Machtfülle des Bundeskanzlers, auch von einer „Kanzlerdemokratie“. In der protokollarischen Rangfolge steht er nach dem Bundespräsidenten sowie dem Bundestagspräsidenten an dritter Stelle. Im Verteidigungsfall hat der Bundeskanzler die Befehls- und Kommandogewalt über die Streitkräfte.
Der Bundeskanzler wird auf Vorschlag des Bundespräsidenten vom Bundestag gewählt, anschließend vom Bundespräsidenten ernannt und durch den Bundestagspräsidenten vereidigt. Er schlägt dem Bundespräsidenten die Bundesminister vor. Der Bundeskanzler ernennt einen der Bundesminister zum verfassungsmäßigen Stellvertreter.
Vor Ablauf der Legislaturperiode kann der Bundeskanzler nur durch ein konstruktives Misstrauensvotum abgelöst werden, indem der Bundestag mit absoluter Mehrheit einen Nachfolger wählt. Für den Fall, dass ein Bundeskanzler stirbt oder zurücktritt, endet die Kanzlerschaft und damit auch die Bundesregierung. Der Bundespräsident bittet gemäß Verfassung einen Bundesminister, bis zur Ernennung eines Nachfolgers weiterhin die Geschäfte zu führen.
Amtsträger ist seit dem 6. Mai 2025 Friedrich Merz (CDU).

## Geschichte

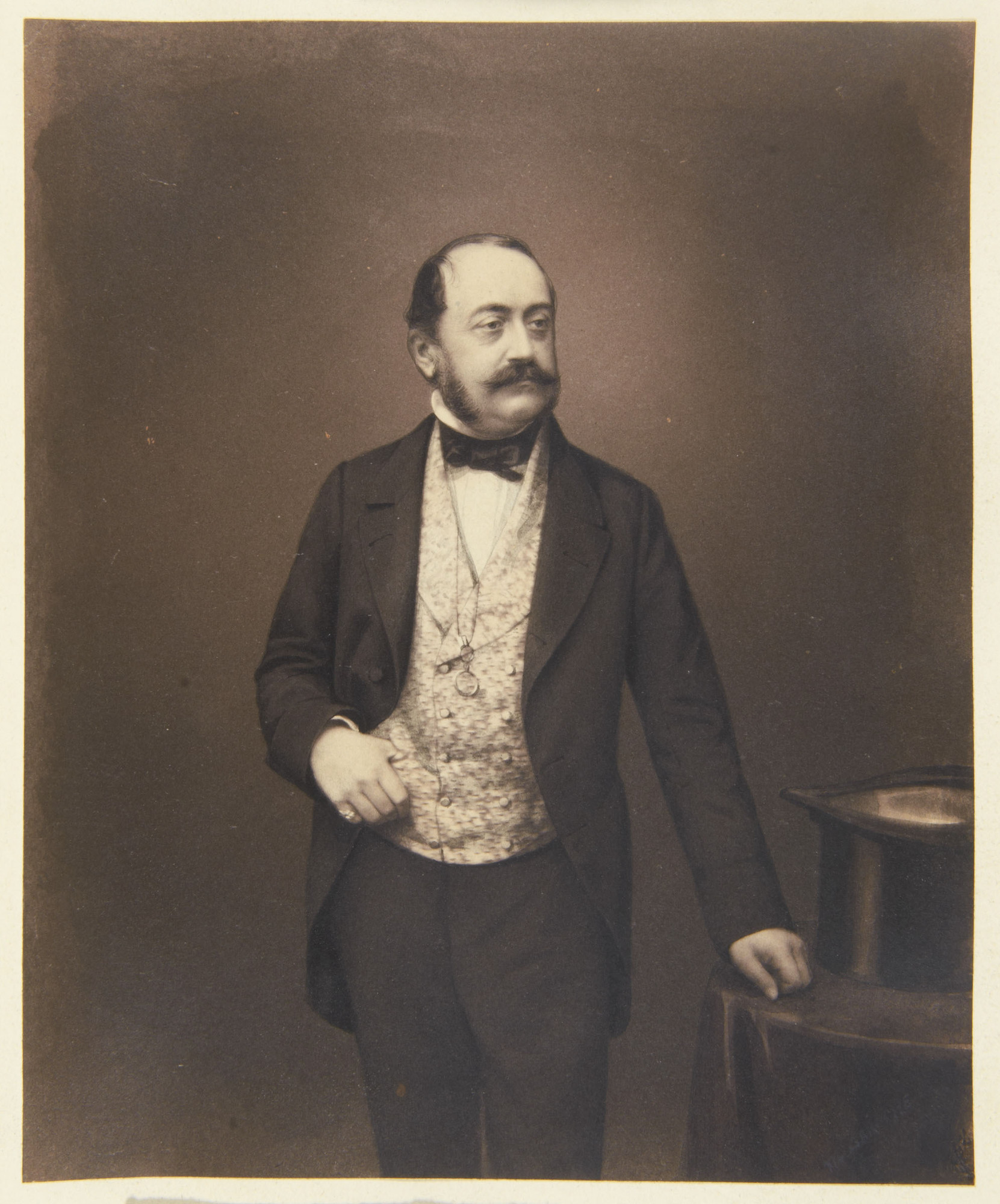
Karl zu Leiningen war 1848 der erste gesamtdeutsche Regierungschef, der Vorsitzende des Ministerrates in der Provisorischen Zentralgewalt. Der eigentliche starke Mann im Kabinett Leiningen, und zumindest de facto sein Nachfolger, war hingegen der Österreicher Anton von Schmerling.

Der Ausdruck Kanzler kommt aus dem Mittelalter: Am feudalen Hof war der Kanzler der Leiter der herrschaftlichen Schreibstube, der Kanzlei. Unter den Bediensteten des Herrschers hatte der Kanzler die höchste Autorität und war damit mit den ägyptischen Staatsschreibern vergleichbar. Die sprachhistorische Herkunft leitet sich aus dem mittellateinischen Substantiv „cancelli“ ab: der Kanzler ist eine Person, die in einem durch Schranken oder Gitter (cancelli) abgetrennten Raum arbeitet und insbesondere Beglaubigungen ausstellt.
Andere Titel trugen deutsche Regierungschefs nur in der kurzen verfassungslosen Zeit 1918/19 („Vorsitzender des Rates der Volksbeauftragten“ bzw. „Reichsministerpräsident“). Später in der DDR 1949–1990 lautete der Titel „Vorsitzender des Ministerrates“.
In der deutschen Verfassungsgeschichte gehörte bereits im Heiligen Römischen Reich das Amt des Erzkanzlers zu den Erzämtern. Es wurde bis 1806, als das Alte Reich endete, als Erzkanzler für Deutschland vom Kurfürsten von Mainz ausgeübt. Der Deutsche Bund (1815–1866) hatte als Organ nur den Bundestag, keine gesonderte Exekutive und keinen Kanzler etwa als ausführenden Beamten.
Im entstehenden Deutschen Reich der Revolutionszeit 1848/1849 gab es die erste gesamtdeutsche Regierung, die Provisorische Zentralgewalt. Die vorläufige Verfassungsordnung, das Zentralgewaltgesetz, sprach nur von Ministern, die der Reichsverweser einsetzte. Die Minister trafen sich im Ministerrat, dem ein Reichsministerpräsident vorsaß.

### Monarchischer Bundesstaat bis 1918
Der Norddeutsche Bund (mit Bundesverfassung vom 1. Juli 1867) hatte einen einzigen verantwortlichen Minister auf Bundesebene, den „Bundeskanzler“. Im Jahr 1871 wurde das Amt für das Deutsche Kaiserreich in „Reichskanzler“ umbenannt. Die Bezeichnung Kanzler rührt daher, dass das Amt ursprünglich als ein Beamter gedacht war, der als eine Art Geschäftsführer die Beschlüsse des Bundesrates ausführte.

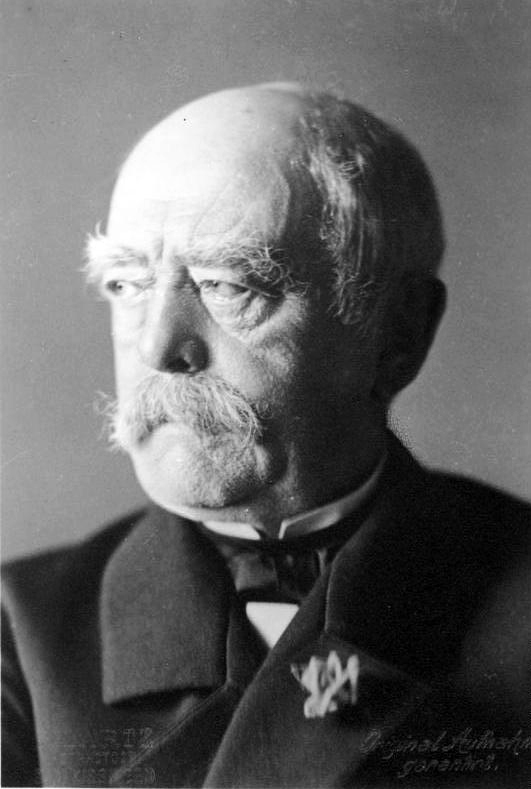
Der 1862 zum preußischen Ministerpräsidenten ernannte Otto von Bismarck wurde am 14. Juli 1867 norddeutscher Bundeskanzler. Das Amt wurde 1871 umbenannt in Reichskanzler (eine Neuernennung fand nicht statt). Bismarck blieb bis 1890 Reichskanzler.

Der Reichskanzler des Kaiserreiches wurde vom Deutschen Kaiser ernannt und entlassen. Ernannt wurden meist hohe Beamte. Ein Reichskanzler musste in der Praxis mit dem Parlament zusammenarbeiten, dem Reichstag. Die Wahlergebnisse hatten aber allenfalls indirekten Einfluss auf die Entlassung eines Kanzlers. Erst seit Oktober 1918 besagte die Verfassung ausdrücklich, dass der Kanzler das Vertrauen des Reichstags benötige. Der Reichskanzler war Vorgesetzter der Staatssekretäre, kein Kollege, auch wenn sich in der Praxis eine Art kollegiale Regierung herausbildete.
Die Verfassung stattete das Amt des Reichskanzlers ansonsten nur mit dem Vorsitz im Bundesrat aus. Sitz und Stimme im Bundesrat, und damit Einfluss auf die gesetzgeberische Kraft des Bundesrates, erhielt der Kanzler nur, weil er fast immer auch zum preußischen Ministerpräsidenten und Bundesratsmitglied ernannt wurde.

### Weimarer Republik
Auch der Reichskanzler der Weimarer Republik (ab 1919) wurde vom Staatsoberhaupt ernannt und entlassen, dem Reichspräsidenten. Der Reichskanzler musste zurücktreten, wenn der Reichstag ihm das Vertrauen entzog. Der Reichskanzler war damit sowohl vom Reichspräsidenten als auch vom Reichstag abhängig. In Artikel 56 der Weimarer Verfassung heißt es: „Der Reichskanzler bestimmt die Richtlinien der Politik und trägt dafür gegenüber dem Reichstag die Verantwortung. Innerhalb dieser Richtlinien leitet jeder Reichsminister den ihm anvertrauten Geschäftszweig selbstständig und unter eigener Verantwortung gegenüber dem Reichstag.“ Dieser Artikel stimmt fast exakt mit den ersten beiden Sätzen des Artikels 65 des Grundgesetzes für die Bundesrepublik Deutschland (1949) überein. Allerdings schränkten die Rechte des Reichspräsidenten diese Richtlinienkompetenz ein. Außerdem bestanden die Regierungskoalitionen meist aus mehr als zwei oder drei Parteien. Der Reichstag konnte eine Regierung stürzen, ohne gleichzeitig einen neuen Regierungschef wählen zu müssen (destruktives Misstrauensvotum).
Im Nachhinein sah man im Nebeneinander von einem starken Reichspräsidenten und einem schwachen Reichskanzler einen Grund dafür, dass die Republik unterging. Reichspräsident Hindenburg ernannte am 30. Januar 1933 den Nationalsozialisten Adolf Hitler zum Reichskanzler. Er nutzte seine Befugnisse in der Folge, um Hitlers Alleinherrschaft zu verwirklichen. Nach dem Tod Hindenburgs 1934 vereinte Hitler die Ämter von Reichskanzler und Reichspräsident unter der Bezeichnung „Führer und Reichskanzler“.

### Nach dem Zweiten Weltkrieg
Der Parlamentarische Rat entschied daher 1949, die Stellung des künftigen Bundespräsidenten zu schwächen. Gestärkt wurden hingegen das Parlament und auch der Bundeskanzler. Insbesondere die Vorschriften über die Wahl des Bundeskanzlers, das konstruktive Misstrauensvotum und die Vertrauensfrage waren der tatsächlichen Machtposition des Bundeskanzlers förderlich. Hinzu kam die Ausprägung der Kanzlerdemokratie unter dem ersten Bundeskanzler, Konrad Adenauer. Dessen sehr starke Interpretation der Richtlinienkompetenz des Bundeskanzlers wurde von seinen Nachfolgern verteidigt und führt dazu, dass der Bundeskanzler bis heute als mächtigster Politiker im politischen System der Bundesrepublik gilt.
In der Deutschen Demokratischen Republik kam es zu einer ähnlichen Tendenz: Der Staatspräsident hatte nur eine repräsentative Rolle und das Parlament bzw. die Regierung wurden gestärkt (im Vergleich zur Weimarer Reichsverfassung, aus der man teils wortgleich Inhalt übernommen hatte). Der Regierungschef, Ministerpräsident genannt, hatte ebenfalls eine herausragende Rolle im Kabinett, bildete die Regierung und gab die Richtlinien der Politik vor. Benannt wurde der Ministerpräsident laut Verfassung (Art. 92) von der stärksten Fraktion im Parlament. Wegen der tatsächlichen Macht der Partei SED waren solche und andere Bestimmungen der Verfassung allerdings ohne Gewicht.

## Verfassungsrechtliche und politische Stellung

### Rolle innerhalb der Bundesregierung

#### Richtlinienkompetenz und Kollegialprinzip

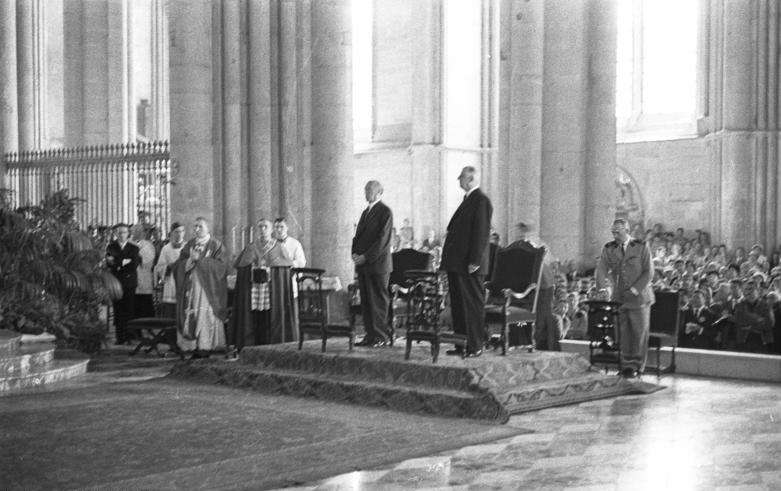
Bundeskanzler Konrad Adenauer im Jahr 1962 als Gast des französischen Staatspräsidenten Charles de Gaulle bei einer Messe in der Kathedrale von Reims

Der Bundeskanzler besitzt nach Artikel 65 Satz 1 des Grundgesetzes (GG) die Richtlinienkompetenz: Er „bestimmt die Richtlinien der Politik und trägt dafür die Verantwortung.“ Er hat damit das Recht, die grundlegenden Richtungsentscheidungen der Bundesregierung zu treffen. Derselbe Artikel schreibt aber auch das Ressortprinzip (Satz 2) und das Kollegialprinzip (Satz 3) vor. Ersteres bedeutet, dass die Bundesminister ihre Ministerien in eigener Verantwortung leiten. Der Bundeskanzler kann hier nicht ohne Weiteres in einzelnen Sachfragen eingreifen und seine Ansicht durchsetzen. Er muss jedoch nach der Geschäftsordnung der Bundesregierung über alle wichtigen Vorhaben im Ministerium unterrichtet werden. Das Kollegialprinzip besagt, dass Meinungsverschiedenheiten der Bundesregierung vom Kollegium entschieden werden; der Bundeskanzler muss sich also im Zweifel der Entscheidung des Bundeskabinetts beugen. Gleichwohl hat der Bundeskanzler hier aber ein besonderes Gewicht, kann er doch von seinem Recht auf Bestellung und Abberufung der Bundesminister Gebrauch machen, was in der Praxis bisher aber nur sehr selten vorkam.
Der Bundeskanzler kann die Zahl und Zuständigkeiten der Ministerien regeln (Art. 64 Absatz 1 und Art. 65 des Grundgesetzes sowie § 9 der Geschäftsordnung der Bundesregierung). Er „leitet“ damit im administrativen Sinne die Geschäfte der Bundesregierung. Beschränkt wird seine Organisationsgewalt durch die im Grundgesetz vorgeschriebene Errichtung des Bundesministeriums der Verteidigung (Art. 65a: Bundesminister für Verteidigung), des Bundesministeriums der Justiz (Art. 96 Abs. 2 Satz 4: Geschäftsbereich des Bundesjustizministers) und des Bundesministeriums der Finanzen (Art. 108 Abs. 3 Satz 2: Bundesminister der Finanzen).
Auch wenn Ressort- und Kollegialprinzip in der Praxis ständig angewandt werden, so rückt die auch als „Kanzlerprinzip“ bezeichnete Richtlinienkompetenz den Bundeskanzler als den bedeutendsten politischen Akteur in den Blickpunkt der Öffentlichkeit. Seine Aussagen werden stark beachtet; äußert er sich zu einer Sachfrage anders als der zuständige Fachminister, so hat häufig trotz der Gültigkeit des Ressortprinzips der Fachminister das Nachsehen, will er nicht wegen „schlechter Teamarbeit“ vom Bundeskanzler intern oder gar öffentlich gerügt werden. Der Bundeskanzler war oft gleichzeitig Vorsitzender seiner Partei (Adenauer 1950–1963, Erhard 1966, Kiesinger 1967–1969, Kohl 1982–1998, Merkel 2005–2018 und Merz seit 2025 in der CDU; Brandt 1969–1974 und Schröder 1999–2004 in der SPD) und genießt damit nicht nur als Bundeskanzler, sondern auch als Parteivorsitzender hohes Medieninteresse und starken Einfluss innerhalb der Partei und Fraktion, die seine Regierung stützt. Allerdings haben alle Bundeskanzler auch in den Zeiten, in denen sie nicht den Parteivorsitz bekleideten, faktisch eine wichtige Rolle in der regierungstragenden Fraktion innegehabt, um deren Zusammenwirken mit dem Kabinett zu fördern.
Der Bundeskanzler muss in der Regel auf einen Koalitionspartner Rücksicht nehmen, auch wenn deren Fraktion deutlich kleiner ist. Seine Äußerungen mögen in seiner Partei auf einmütige Zustimmung treffen, die Akzeptanz des Koalitionspartners, der damit trotz geringerer Größe nahezu gleichberechtigt ist, kann aber noch nicht automatisch als erreicht angesehen und muss eventuell durch Zugeständnisse gesichert werden. Der Bundeskanzler kann aber auch in seiner eigenen Partei nicht diktatorisch regieren, da auch seine Parteiämter regelmäßig in demokratischer Wahl bestätigt werden und die Abgeordneten trotz Fraktionsdisziplin nicht unbedingt der Linie des Bundeskanzlers folgen müssen.
Schließlich hängt es auch von der Person des Bundeskanzlers und den politischen Gegebenheiten ab, wie er den Begriff der Richtlinienkompetenz ausgestaltet. Konrad Adenauer als erster Bundeskanzler nutzte die Richtlinienkompetenz unter den Ausnahmebedingungen eines politischen Neubeginns stark aus. Mit seiner Amtsführung legte Adenauer den Grundstein für die sehr weit reichende Interpretation dieses Begriffes. Schon unter Ludwig Erhard sank die Machtfülle des Bundeskanzlers, bis schließlich in Kurt Georg Kiesingers Großer Koalition der Bundeskanzler weniger der „starke Mann“ als vielmehr der „wandelnde Vermittlungsausschuss“ war. Während Adenauer und Helmut Schmidt sehr strategisch mit ihrem Stab (im Wesentlichen dem Kanzleramt) arbeiteten, bevorzugten Brandt und Kohl einen Stil der informelleren Koordination. In beiden Modellen kommt es bei der Bemessung der Einflussmöglichkeiten des Bundeskanzlers auf die Stärke des Koalitionspartners und auf die Stellung des Bundeskanzlers in seiner Partei an.
Aufgrund dieser politischen Einschränkungen der durch die Verfassung definierten Position des Bundeskanzlers halten viele Politikwissenschaftler die Richtlinienkompetenz für das am meisten überschätzte Konzept des Grundgesetzes. Der letzte Fall, in dem die Ausübung der Richtlinienkompetenz als solche offiziell dokumentiert ist, war eine am 17. Oktober 2022 von Olaf Scholz erlassene Verfügung über die vorübergehende Fortsetzung des Leistungsbetriebs der drei letzten am Netz befindlichen deutschen Kernkraftwerke im Rahmen der Bewältigung der insbesondere durch den Energiekonflikt mit Russland verschärften Energiekrise im Jahr 2022; vorausgegangen war dem ein monatelanger Streit zwischen den Koalitionären der Ampel-Regierung.
Da der Bundeskanzler sich bei innenpolitischen Fragen stärker auf die Ministerien verlassen muss, kann er sich häufig in der Außenpolitik profilieren. Alle Bundeskanzler haben das diplomatische Parkett – durchaus auch im mehr oder weniger stillen Machtkampf mit dem Außenminister, der von 1966 bis 2025 immer einer anderen Partei angehört hat als der Bundeskanzler – genutzt, um neben den Interessen der Bundesrepublik auch sich selbst in positivem Licht darzustellen. Besonders Bundeskanzler Adenauer, der von 1951 bis 1955 selbst das Außenministerium führte, konnte hier starken Einfluss nehmen.
Die Bundesregierung und der Bundeskanzler haben das alleinige Recht, Entscheidungen der Exekutive zu treffen. Aus diesem Grund bedarf jede förmliche Anordnung des Bundespräsidenten – bis auf die Ernennung und Entlassung des Bundeskanzlers, die Auflösung des Bundestages nach dem Scheitern der Wahl eines Bundeskanzlers und das Ersuchen zur Weiterausübung des Amtes bis zur Ernennung eines Nachfolgers – der Gegenzeichnung des Bundeskanzlers oder des zuständigen Bundesministers.

#### Bestellung der Bundesminister

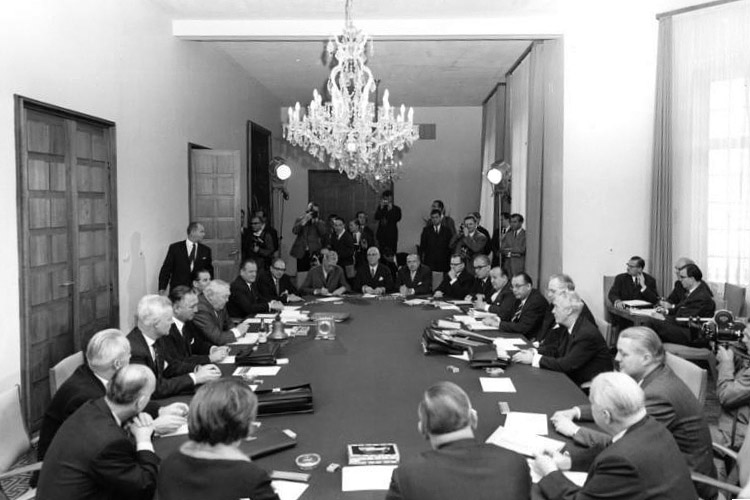
Bundeskanzler Ludwig Erhard bei einer Kabinettssitzung (1965)

Nach Artikel 64 des Grundgesetzes schlägt der Bundeskanzler dem Bundespräsidenten die Bundesminister vor, der sie ernennt. Der Bundespräsident muss sie nach der in der Staatsrechtslehre überwiegenden Meinung ernennen, ohne die Kandidaten selbst politisch prüfen zu können. Ihm wird allerdings in der Regel ein formales Prüfungsrecht zugestanden: Er kann etwa prüfen, ob die designierten Bundesminister Deutsche sind. Der Bundestag hat dabei ebenfalls kein Mitspracherecht. Auch bei der Entlassung von Bundesministern können weder der Bundespräsident noch der Bundestag in rechtlich bindender Weise mitreden – auch hier liegt die Entscheidung ganz beim Bundeskanzler, die Entlassung wird wieder durch den Bundespräsidenten durchgeführt. Selbst die Aufforderung des Bundestages an den Bundeskanzler, einen Bundesminister zu entlassen, ist rechtlich unwirksam; allerdings wird der Minister, wenn tatsächlich die Mehrheit des Bundestages und damit auch Mitglieder der die Bundesregierung tragenden Koalition gegen ihn sind, häufig von sich aus zurücktreten. Der Bundestag kann die Minister nur zusammen mit dem Bundeskanzler durch ein Konstruktives Misstrauensvotum ablösen.
Diese zumindest formal uneingeschränkte Personalhoheit des Bundeskanzlers über sein Kabinett spricht für die starke Stellung des Bundeskanzlers. So hat Gerhard Schröder 2002 von dieser Personalhoheit sehr deutlich Gebrauch gemacht, als er gegen dessen ausdrücklichen Willen den Verteidigungsminister Rudolf Scharping aus seinem Amt entlassen ließ. Ebenso ließ Angela Merkel Bundesumweltminister Norbert Röttgen am 16. Mai 2012 gegen seinen Willen entlassen; am 6. November 2024 entließ Olaf Scholz den Bundesminister der Finanzen Christian Lindner gegen dessen Willen.
Der Bundeskanzler muss jedoch bei der Ernennung meist auf „Koalitionsverträge“ und innerparteilichen Proporz Rücksicht nehmen; bei Entlassungen gilt das insbesondere bei Ministern des Koalitionspartners noch stärker: Hier schreiben die Koalitionsvereinbarungen stets vor, dass eine Entlassung nur mit Zustimmung des Koalitionspartners erfolgen kann. Hielte sich der Bundeskanzler nicht an diesen rechtlich zwar nicht bindenden, politisch aber höchst bedeutsamen Vertrag, wäre die Koalition sehr schnell zu Ende, wie das Beispiel der Entlassung des Finanzministers Lindner durch Olaf Scholz im Jahr 2024 zeigt. Insgesamt unterliegt die Personalfreiheit des Bundeskanzlers durch die politischen Rahmenbedingungen erheblichen Beschränkungen.

#### Stellvertretung
Der Bundeskanzler ernennt gemäß Artikel 69 Absatz 1 des Grundgesetzes – ohne Mitwirkung des Bundespräsidenten – einen Bundesminister zu seinem Stellvertreter. Inoffiziell spricht man auch vom „Vizekanzler“. In der Praxis ist das meist ein Minister, der vom zweitgrößten Koalitionspartner gestellt wird und den die Führung der entsprechenden Partei dafür vorschlägt; üblicherweise wird das über den Koalitionsvertrag informell geregelt. Häufig fielen das Amt des Außenministers und die „Vizekanzlerschaft“ zusammen; dies war jedoch nie eine verbindliche Kombination, sondern nur eine Tradition (seit 1966, mit Unterbrechungen 1982, 1992/93, 2005–2007, 2011–2017 und seit 2018). Es ist auch möglich, dass der Vizekanzler der gleichen Partei wie der Bundeskanzler angehört (wie zum Beispiel Ludwig Erhard 1957–1963). Gegenwärtiger Stellvertreter des Bundeskanzlers ist Lars Klingbeil (SPD).
Dabei handelt es sich stets nur um die Vertretung der Funktion, nicht um die des Amtes. Der Stellvertreter vertritt also nur den Kanzler, beispielsweise wenn dieser auf einer Reise ist und der Stellvertreter eine Kabinettssitzung leitet. Es ist in der Rechtswissenschaft strittig, ob der Bundespräsident, würde der Bundeskanzler zum Beispiel durch eine schwere Krankheit dauerhaft amtsunfähig oder stürbe er gar, den Vizekanzler gleichsam automatisch zum geschäftsführenden Bundeskanzler ernennen müsste oder aber auch einen anderen Bundesminister mit der Aufgabe betrauen könnte. In jedem Fall müsste unverzüglich ein neuer Bundeskanzler vom Bundestag gewählt werden. Bislang ist ein solcher Fall – von Kanzlerrücktritten abgesehen – allerdings noch nie eingetreten.
Steht auch der Stellvertreter nicht zur Verfügung, so geht seine Rolle nach der Vertretungsreihenfolge der Geschäftsordnung der Bundesregierung auf einen besonders bezeichneten Bundesminister über. Im Kabinett Scholz war dies bis zu dessen Entlassung Christian Lindner. Ist kein solcher Minister bezeichnet, geht die Rolle auf das dienstälteste Mitglied der Bundesregierung über. Sind mehrere Minister gleich lange im Amt, entscheidet das höhere Lebensalter.

#### Unmittelbar unterstehende Behörden
Leiter des Bundeskanzleramtes ist nicht der Bundeskanzler selbst, sondern ein von ihm ernannter Bundesminister oder Staatssekretär. Das Bundeskanzleramt hat für jedes Ministerium spiegelbildlich ein Referat und stellt dem Bundeskanzler damit für jedes Fachgebiet eine kompetente Mitarbeiterschaft zur Verfügung.
Dem Bundeskanzler untersteht auch direkt das Presse- und Informationsamt der Bundesregierung. Dieses hat die Aufgabe, die Öffentlichkeit über die Politik der Bundesregierung zu unterrichten und umgekehrt den Bundespräsidenten und die Bundesregierung (nötigenfalls rund um die Uhr) über die aktuelle Nachrichtenlage zu informieren. Das Amt muss streng zwischen Äußerungen der Bundesregierung und Äußerungen der die Bundesregierung tragenden Parteien trennen.
Außerdem fällt der Bundesnachrichtendienst (BND) direkt in den Geschäftsbereich des Bundeskanzlers. Der Etat des Bundesnachrichtendienstes ist im Etat des Bundeskanzleramtes enthalten, wird aber aus Geheimhaltungsgründen nur als Gesamtsumme veranschlagt (sog. Reptilienfonds). Der direkte Zugriff auf den Geheimdienst bringt dem Bundeskanzler in innenpolitischen Fragen keinerlei Wissensvorsprung, da der BND nur im Ausland operieren darf. Allenfalls in außen- und sicherheitspolitischen Fragen entsteht ein gewisser Vorteil für den Bundeskanzler.

### Wahl

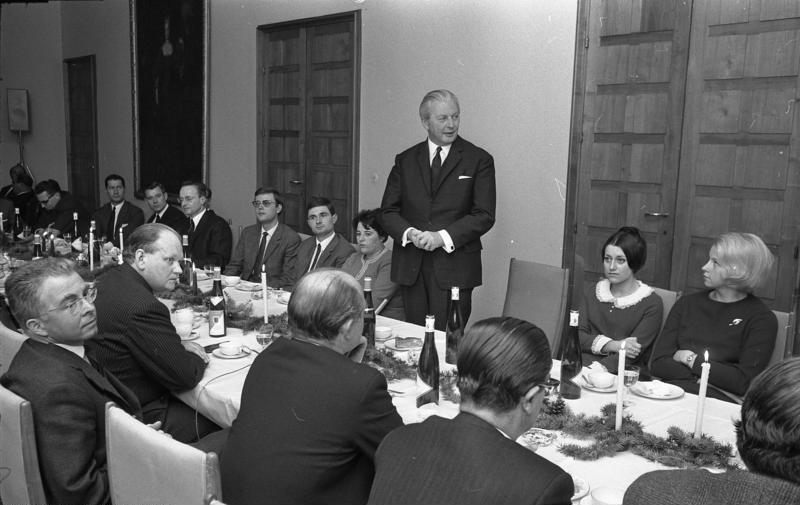
Bundeskanzler Kurt Georg Kiesinger spricht auf einer Weihnachtsfeier im Bundeskanzleramt (1967)

#### Wählbarkeit
Das Grundgesetz und die Gesetze des Bundes stellen keine ausdrücklichen Voraussetzungen für die Wählbarkeit (passives Wahlrecht) zum Amt des Bundeskanzlers auf. In der verfassungsrechtlichen Literatur wird aber ganz überwiegend davon ausgegangen, dass hierfür die Regelungen zur Wählbarkeit zum Bundestag entsprechend gelten. Damit würde gelten, dass zum Bundeskanzler nur gewählt werden kann, wer Deutscher im Sinne von Artikel 116 Grundgesetz ist, das 18. Lebensjahr vollendet hat, und dem nicht durch gerichtliches Urteil das Wahlrecht entzogen wurde; auch Betreuung oder Unterbringung in einem psychiatrischen Krankenhaus würden disqualifizieren.
Erforderlich ist aber nur die Wählbarkeit zum Bundestag, nicht die tatsächliche Mitgliedschaft im Bundestag, auch wenn bislang mit einer Ausnahme (Kurt Georg Kiesinger) alle Bundeskanzler gleichzeitig Mitglieder des Bundestages waren. Das für das Amt des Bundespräsidenten vorgeschriebene Mindestalter von 40 Jahren gilt nicht für den Bundeskanzler. Allerdings waren bisher trotzdem alle Bundeskanzler bei Amtsantritt sogar älter als 50 Jahre.

#### Wahlverfahren

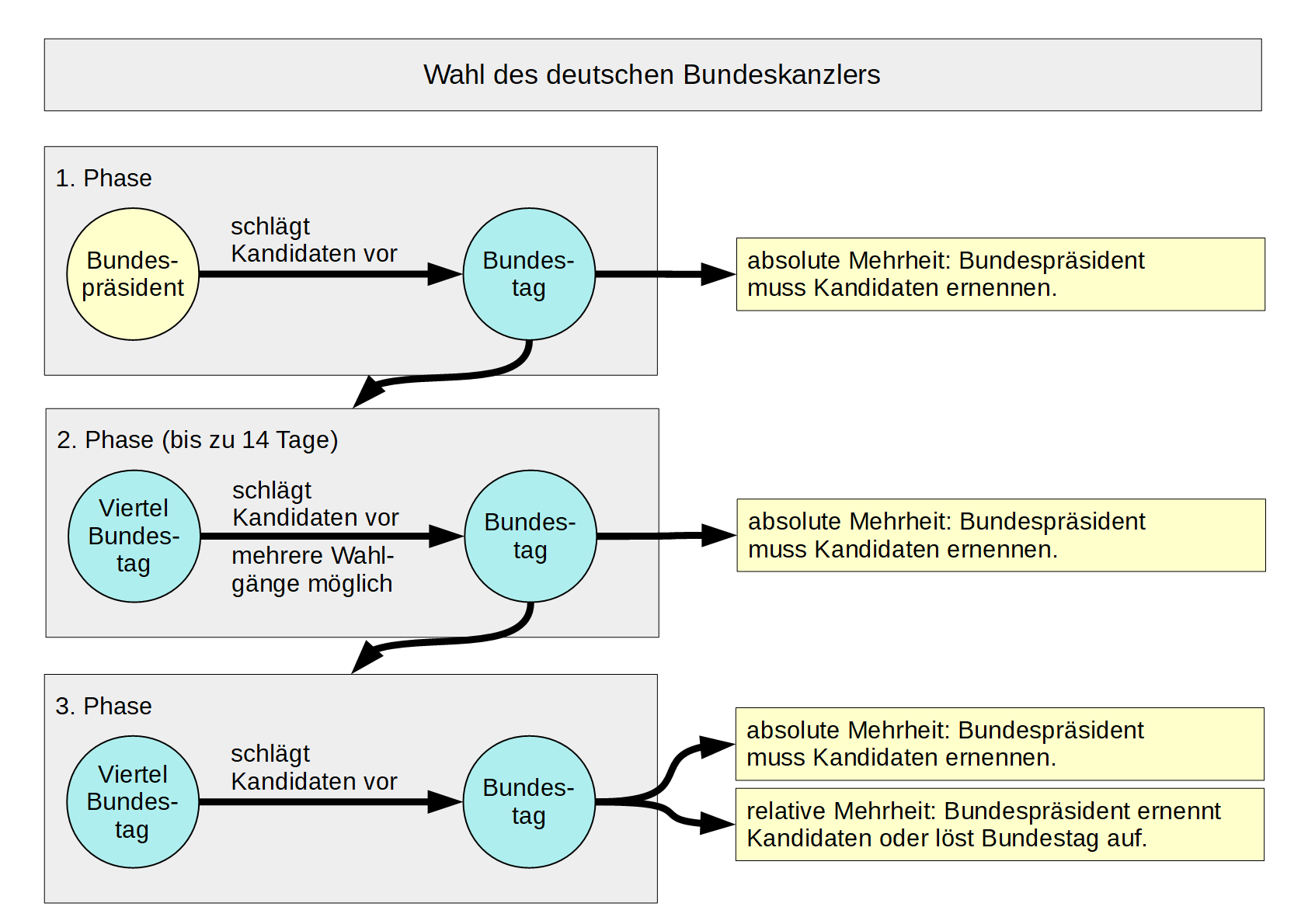
Schaubild zur Wahl des Bundeskanzlers. Es sind bis zu drei Phasen möglich, die entweder mit der Ernennung eines Bundeskanzlers oder letztlich mit Neuwahlen zum Bundestag enden.

Der Bundeskanzler wird auf Vorschlag des Bundespräsidenten vom Deutschen Bundestag gewählt. 1949 wurde in Artikel 63 des Grundgesetzes erstmals in der deutschen Verfassungsgeschichte das Wahlverfahren für den Kanzler sehr detailliert festgelegt. Anders als in früheren deutschen Verfassungen wird der Regierungschef nicht vom Staatsoberhaupt bestimmt, sondern vom Parlament. Die Ernennung durch den Bundespräsidenten kann erst nach Wahl durch den Bundestag erfolgen.
Nach dem Grundgesetz erfolgt die Wahl ohne Aussprache, also ohne vorherige Debatte im Bundestag. Ähnlich ist es bei der Wahl des Bundespräsidenten durch die Bundesversammlung. Außerdem ist die Wahl des Bundeskanzlers geheim; das ergibt sich allerdings nicht aus dem Grundgesetz, sondern aus der Geschäftsordnung des Deutschen Bundestages (§ 4 und § 49). Das Grundgesetz sieht höchstens drei Wahlphasen vor, um je nach Mehrheitsverhältnissen im Bundestag die Kanzlerschaft zu bestimmen.
1. Wahlphase: Ist das Amt des Bundeskanzlers vakant, etwa durch den Zusammentritt eines neuen Bundestages, aber auch durch Tod, Rücktritt oder Amtsunfähigkeit des alten Bundeskanzlers, schlägt der Bundespräsident innerhalb einer angemessenen Frist dem Bundestag einen Kandidaten für das Amt des Bundeskanzlers vor. In dieser Entscheidung ist der Bundespräsident rechtlich frei. Politisch ist jedoch schon lange vor dem Vorschlag klar, über wen der Bundestag abstimmen wird, da der Bundespräsident vor seinem Vorschlag eingehende Gespräche mit den Partei- und Fraktionsspitzen führt. Bisher ist auch stets der von der mehrheitsführenden Koalition ins Spiel gebrachte Nachfolgekandidat vom Bundespräsidenten vorgeschlagen worden. Der Kandidat benötigt zu seiner Wahl die Stimmen der Mehrheit der Mitglieder des Bundestages, also die absolute Mehrheit.
2. Wahlphase: Wählt der Bundestag den vom Bundespräsidenten vorgeschlagenen Kandidaten nicht (erstmals geschehen 2025), so beginnt eine zweite Wahlphase. Diese Phase dauert höchstens zwei Wochen. In dieser Zeit kann ein Wahlvorschlag aus der Mitte des Bundestags kommen. Laut Geschäftsordnung muss der Kandidatenvorschlag mindestens ein Viertel der Abgeordneten hinter sich haben. Über die vorgeschlagenen Kandidaten wird dann abgestimmt: Denkbar ist sowohl eine Einzelwahl (nur ein Kandidat) als auch eine Mehrpersonenwahl. In jedem Fall benötigt ein Kandidat zur Wahl wiederum die Stimmen der Mehrheit der Mitglieder des Bundestages. Die Anzahl der Wahlgänge ist innerhalb von zwei Wochen unbegrenzt.
3. Wahlphase: Wird auch während der zweiten Wahlphase kein Kandidat mit absoluter Mehrheit gewählt, so muss der Bundestag nach Ablauf der zwei Wochen unverzüglich erneut zusammentreten und einen weiteren Wahlgang durchführen. Das ist die dritte Wahlphase. Dabei gilt als gewählt, wer die meisten Stimmen auf sich vereinigt. Bei Stimmengleichheit finden erneute Wahlgänge statt, bis ein eindeutiges Ergebnis erzielt worden ist.
Erhält der Gewählte die absolute Mehrheit der Stimmen der Mitglieder des Bundestages, so muss der Bundespräsident ihn binnen sieben Tagen ernennen. Erhält der Gewählte nur die relative Mehrheit der Stimmen, so ist das einer der wenigen Fälle, in denen dem Bundespräsidenten echte politische Machtbefugnisse zuwachsen: Er kann sich nun frei entscheiden, ob er den Gewählten ernennt und damit möglicherweise einer Minderheitsregierung den Weg ebnet oder aber den Bundestag auflöst und so vorgezogene Neuwahlen stattfinden lässt (Art. 63 Abs. 4 GG). Bei dieser Entscheidung dürfte der Bundespräsident erwägen, ob eine Minderheitsregierung Aussichten darauf hat, künftig im Parlament ausreichend Unterstützung zu finden. Außerdem kann berücksichtigt werden, ob eine Neuwahl die Mehrheitsverhältnisse entscheidend verändern würde oder ob sie überhaupt zur politischen Stabilität beitragen dürfte.
Dieses Wahlverfahren gilt grundsätzlich auch im Verteidigungsfall. Die Wahl eines Bundeskanzlers durch den Gemeinsamen Ausschuss ist jedoch gesondert geregelt, indem nur die oben beschriebene erste Wahlphase analog angewendet wird. Das Grundgesetz macht keine Aussage über das weitere Verfahren, wenn der Gemeinsame Ausschuss den vom Bundespräsidenten Vorgeschlagenen nicht wählt. Es ist jedoch davon auszugehen, dass die Vorschriften des oben genannten Artikels 63 Grundgesetz für eine solche Wahl analog gelten.
Der Bundeskanzler muss weder Mitglied des Bundestages noch einer politischen Partei sein, allerdings muss er das passive Wahlrecht zum Bundestag besitzen. Gemäß dem Grundsatz der Unvereinbarkeit darf er weder ein anderes besoldetes Amt bekleiden noch einen Beruf oder ein Gewerbe ausüben, kein Unternehmen leiten und nicht ohne Zustimmung des Bundestages dem Aufsichtsrat eines auf Gewinn orientierten Unternehmens angehören (Art. 66 GG).

#### Ernennung und Amtseid
Nach der Wahl wird der Bundeskanzler, sofern er die Wahl annimmt, vom Bundespräsidenten ernannt. Normalerweise müssen alle Handlungen des Bundespräsidenten von einem Mitglied der Bundesregierung gegengezeichnet werden. Die Ernennung und Entlassung des Bundeskanzlers ist eine der wenigen Ausnahmen (Art. 58 GG).
Erst mit der Ernennung (also nicht schon mit der Wahl, aber noch vor der Vereidigung, die nur noch als feierliche Bekräftigung gilt) gehen die Amtsgeschäfte auf den gewählten Kanzler über.
Darauf folgt die Vereidigung durch den Bundestagspräsidenten (Art. 64 GG). Der neue Bundeskanzler schwört dabei vor dem Bundestag folgenden Eid: „Ich schwöre, dass ich meine Kraft dem Wohle des deutschen Volkes widmen, seinen Nutzen mehren, Schaden von ihm wenden, das Grundgesetz und die Gesetze des Bundes wahren und verteidigen, meine Pflichten gewissenhaft erfüllen und Gerechtigkeit gegen jedermann üben werde. So wahr mir Gott helfe.“ (Art. 56 GG). Der Eid kann auch ohne religiöse Beteuerung abgeleistet werden; Gerhard Schröder und Olaf Scholz sind bisher die einzigen Bundeskanzler, die von dieser Möglichkeit Gebrauch machten.

#### Rolle im Wahlkampf zur Wahl des Bundestages

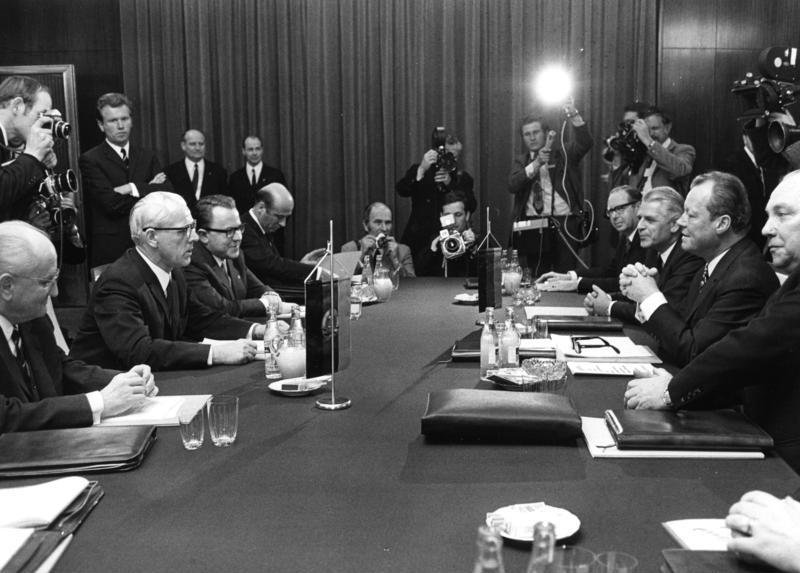
Bundeskanzler Willy Brandt beim Treffen mit DDR-Ministerpräsident Willi Stoph in Erfurt (1970)

Spätestens seit 1961 und der Kandidatur Willy Brandts gegen Konrad Adenauer stellen die beiden großen Volksparteien, CDU/CSU und SPD, „Kanzlerkandidaten“ auf. Obwohl dieses „Amt“ in keinem Gesetz und keiner Parteisatzung definiert ist, spielt es im Wahlkampf eine außerordentlich große Rolle. Der Kanzlerkandidat der jeweils siegreichen Partei bzw. Koalition wird in aller Regel schließlich Bundeskanzler.
Der Kanzlerkandidat repräsentiert gerade im über die Massenmedien geführten Wahlkampf sehr stark seine Partei. Seit der Bundestagswahl 2002 finden zwischen den amtierenden Bundeskanzlern und ihren Herausforderern aus dem US-amerikanischen Präsidentschaftswahlkampf übernommene Rededuelle statt. Auf diese Weise wurde die Fokussierung auf die Kanzlerkandidaten und weg von programmatischen Fragen weiter forciert. Entsprechend versuchte die FDP bei der Bundestagswahl 2002, mit einem eigenen Kanzlerkandidaten, ihrem Vorsitzenden Guido Westerwelle, zusätzliche Stimmen zu gewinnen. Westerwelle bezeichnete diesen Versuch im Nachhinein als Fehler. 2021 stellten Bündnis 90/Die Grünen mit Annalena Baerbock erstmals eine „Kanzlerkandidatin“ auf – nach Angela Merkel erst die zweite Frau, welche von einer im Bundestag vertretenen Partei zur Kanzlerkandidatin ernannt wurde.
Die britische Tradition, dass die größte Oppositionspartei im Wahlkampf ein „Schattenkabinett“ aufstellt, hat sich in Deutschland nicht durchgesetzt. Kanzlerkandidat Willy Brandt hatte 1961 einen entsprechenden Versuch gemacht. In Deutschland muss eine Partei jedoch nach der Wahl meist eine Koalition eingehen und kann daher nicht allein über ein Kabinett entscheiden. In der heutigen Zeit stellt meist die (größte) Oppositionspartei ein „Kompetenzteam“ mit prominenten Politikern zusammen, deren Bereiche zum Teil recht allgemein benannt werden („Außen- und Sicherheitspolitik“).

### Zusammenarbeit mit Bundestag und Bundesrat
Der Bundestag kann jederzeit die Herbeirufung oder die Anwesenheit des Bundeskanzlers oder eines Bundesministers verlangen. Im Gegenzug haben der Bundeskanzler und die Mitglieder der Bundesregierung das Recht, bei jeder Sitzung des Bundestages oder eines seiner Ausschüsse anwesend zu sein. Sie haben sogar jederzeitiges Rederecht. Die gleichen Rechte und Pflichten bestehen im Verhältnis zum Bundesrat. Spricht der Bundeskanzler im Bundestag als solcher und nicht etwa als Abgeordneter seiner Bundestagsfraktion, so wird seine Redezeit nicht auf die vereinbarte Gesamtredezeit angerechnet.

### Verteidigungsfall
Seit 1956 sieht das Grundgesetz vor, dass während des Verteidigungsfalls die Befehls- und Kommandogewalt über die Streitkräfte vom Bundesminister für Verteidigung an den Bundeskanzler übergeht. Diese auch als „lex Churchill“ bezeichnete Vorschrift ist in Artikel 115b des Grundgesetzes (bis 1968 in Artikel 65 a Absatz 2) enthalten und soll dafür sorgen, dass in Zeiten außerordentlicher Krisen der Bundeskanzler als starker Mann, bzw. als starke Frau, alle Fäden in der Hand hält.
Aufgrund der Verlängerung der Wahlperiode des Bundestages im Verteidigungsfall verlängert sich auch die Amtszeit des Bundeskanzlers entsprechend (Artikel 115h Absatz 1 in Verbindung mit Artikel 69 Absatz 2 des Grundgesetzes). Jedoch kann auch im Verteidigungsfall der Bundeskanzler durch ein konstruktives Misstrauensvotum nach Artikel 67 (durch den Bundestag) oder nach Artikel 115h (durch den Gemeinsamen Ausschuss mit Zweidrittelmehrheit) abgelöst werden.

### „Bundeskanzler Üb“
Im Rahmen diverser Manöver in den Jahren 1966 bis 1989 (FALLEX und WINTEX) zog die Bundesregierung in den Regierungsbunker in Bad Neuenahr-Ahrweiler ein. Es war jedoch üblich, dass der Bundeskanzler dort nicht persönlich anwesend war, sondern sich vertreten ließ. Der Bundeskanzler bestellte hierzu einen Vertrauten, der für die Dauer der Übung als „Bundeskanzler Üb“ bezeichnet wurde. Während der Amtszeit von Helmut Kohl war dies Waldemar Schreckenberger.

### Rechtliche Sondervorschriften
Der Bundeskanzler hat als Mitglied der Bundesregierung das Recht, als Zeuge in Straf- und Zivilprozessen an seinem Amtssitz oder seinem Aufenthaltsort vernommen zu werden (§ 50 der Strafprozessordnung bzw. § 382 der Zivilprozessordnung). Der Bundeskanzler als solcher hat keinen Anspruch auf Immunität; ist der Bundeskanzler jedoch gleichzeitig Abgeordneter, so genießt er wie jedes Mitglied des Bundestages dieses Privileg.
Wer die Bundesregierung oder ein Mitglied der Bundesregierung, also etwa den Bundeskanzler, nötigt, Befugnisse nicht oder in einem bestimmten Sinne auszuüben, wird nach den § 105 oder § 106 des Strafgesetzbuches gesondert bestraft.

### Dienstsitze

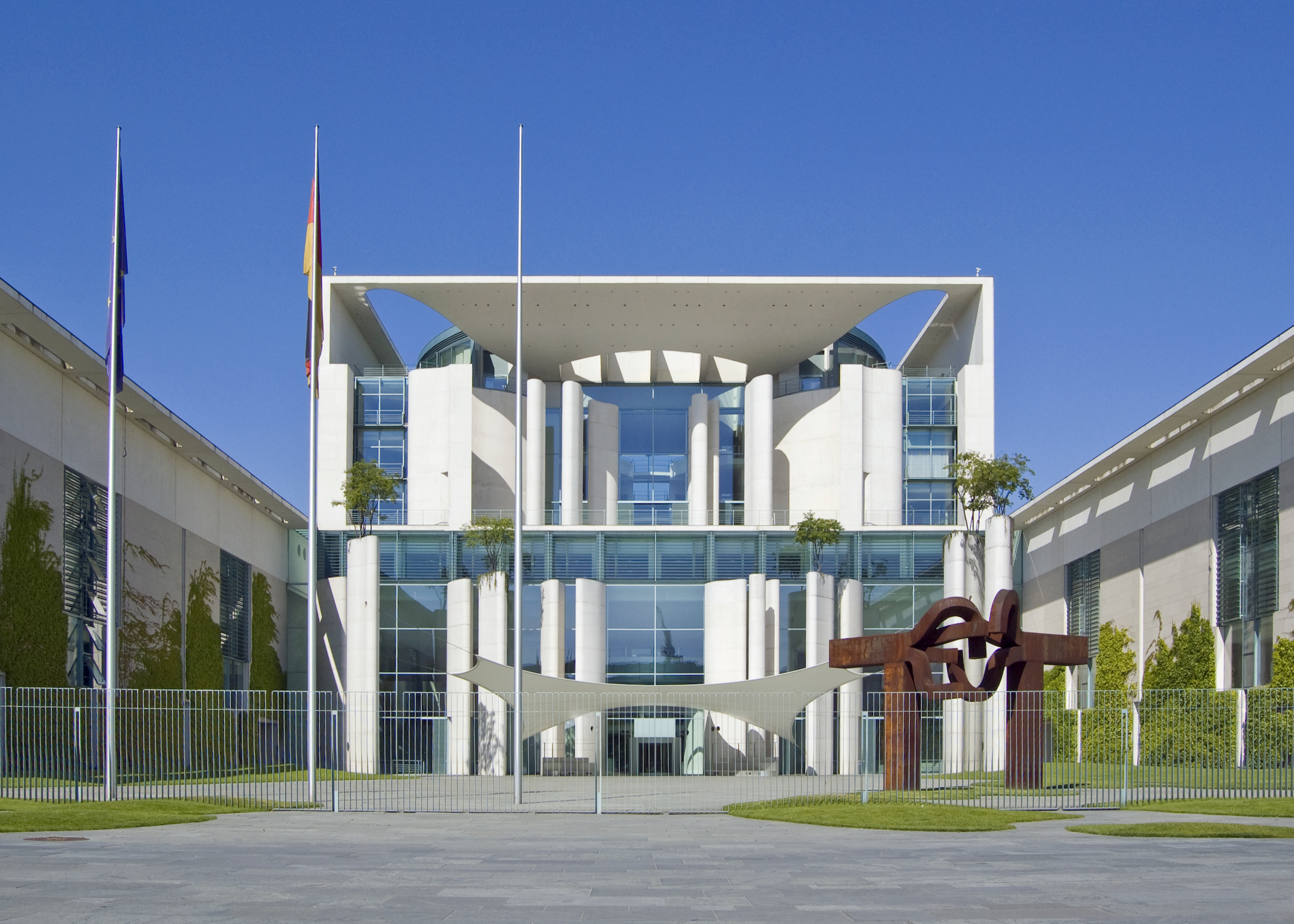
Bundeskanzleramt in Berlin (2010)

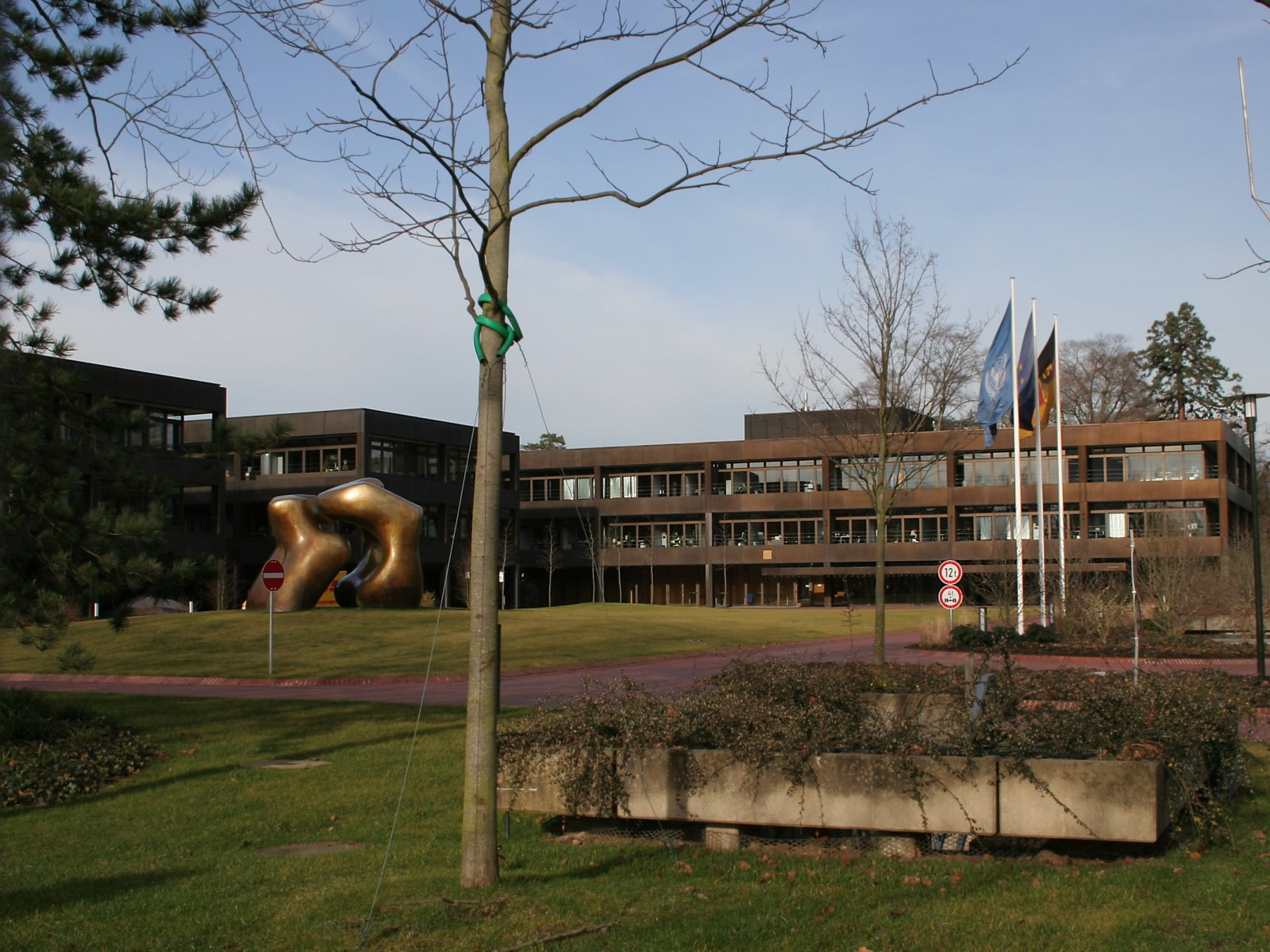
Kanzleramtsgebäude in Bonn (2007)

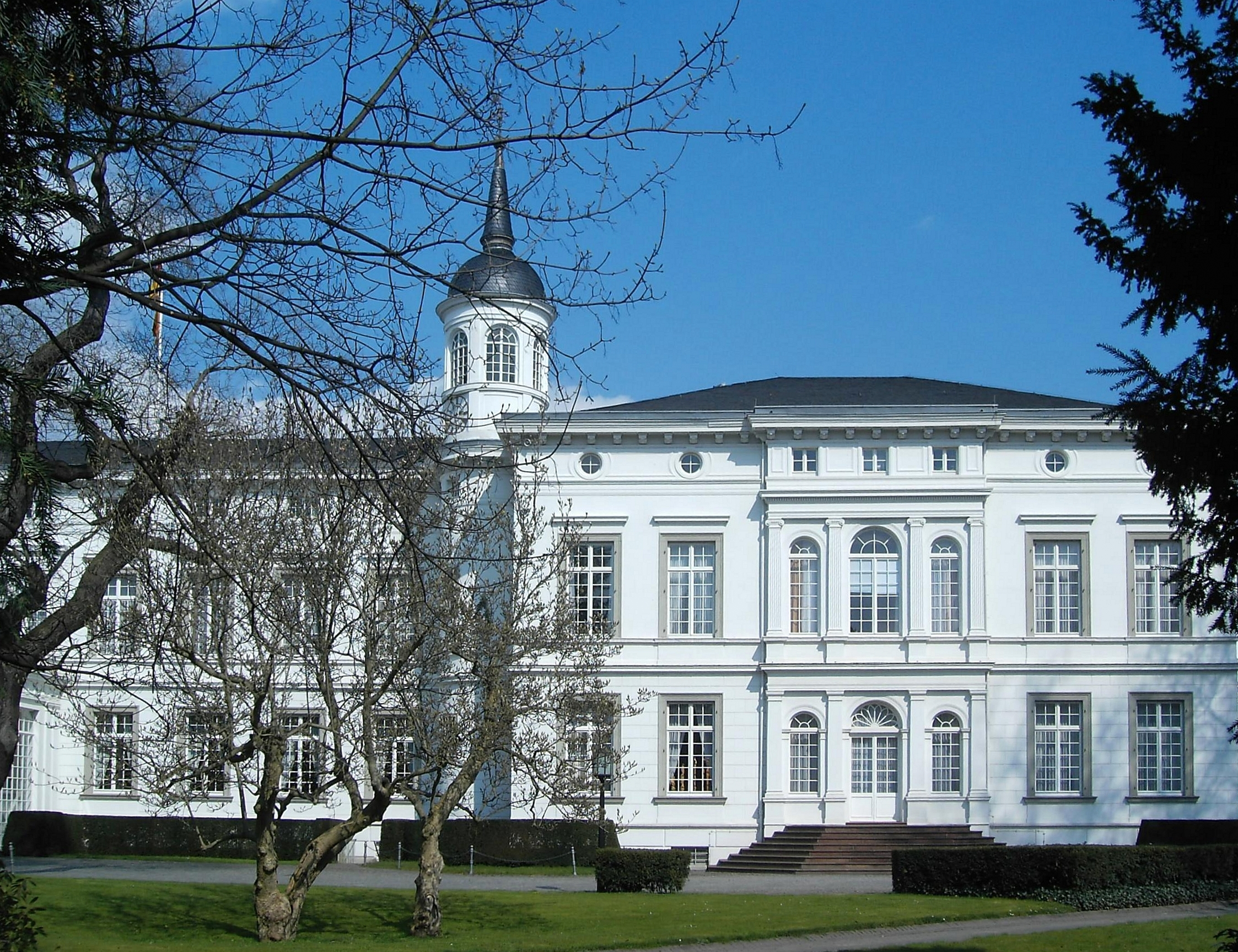
Palais Schaumburg in Bonn, zweiter Dienstsitz des Bundeskanzleramtes

Von 1949 bis 1999 hatte der Bundeskanzler seinen Dienstsitz in Bonn, zunächst im Palais Schaumburg, später im 1976 neu gebauten Bundeskanzleramt.
Nach dem Umzug der Regierung nach Berlin 1999 residierte er zunächst im früheren Gebäude des Staatsrates der DDR und das Palais Schaumburg wurde sein zweiter Dienstsitz. Seit 2001 haben der Kanzler und das Bundeskanzleramt ihren Hauptdienstsitz im neu entstandenen Bundeskanzleramtsgebäude in Berlin.

### Hoheitszeichen
Als Hoheitszeichen führt der Bundeskanzler an seiner Dienstlimousine eine quadratisch geformte Standarte, die auf den Bundesfarben Schwarz-Rot-Gold im Zentrum den Bundesschild zeigt. Als weiteres Hoheitszeichen wird am Bundeskanzleramt, wie bei allen Bundesbehörden, die Bundesdienstflagge gehisst.

### Amtsbezüge
Der Bundeskanzler erhält Amtsbezüge nach dem Bundesministergesetz. Diese setzen sich aus dem Grundgehalt und Zulagen sowie Zuschlägen zusammen. Dabei entspricht das Grundgehalt nach § 11 des Bundesministergesetzes dem 5/3-fachen des Grundgehalts der Besoldungsgruppe 11 der Besoldungsordnung B. Jedoch wird der Betrag gekürzt nach Maßgabe des Gesetzes über die Nichtanpassung von Amtsgehalt und Ortszuschlag der Mitglieder der Bundesregierung und der Parlamentarischen Staatssekretäre. Nach Angaben des Bundesinnenministeriums erhielt die Bundeskanzlerin im April 2021 ein Amtsgehalt von 19.121,82 Euro monatlich zuzüglich eines Ortszuschlages von 1200,71 Euro im Monat und einer Dienstaufwandsentschädigung von 12.271 Euro im Jahr. Seine Einkünfte muss der Bundeskanzler versteuern, allerdings muss er – wie Beamte – keine Beiträge zur Arbeitslosen- und zur gesetzlichen Rentenversicherung zahlen. Die private Nutzung von bundeseigenen Transportmitteln und die Miete seiner Dienstwohnung werden dem Bundeskanzler von der Bundesrepublik Deutschland in Rechnung gestellt. Ein ehemaliger Bundeskanzler hat nach §§ 14 ff. des Bundesministergesetzes Anspruch auf Übergangsgeld längstens für zwei Jahre sowie – nach Erreichen der Altersgrenze – auf eine Versorgung, deren Höhe von der Amtsdauer abhängt und eine Mindestamtszeit von vier Jahren erfordert.
Ist ein Bundeskanzler gleichzeitig Mitglied des Deutschen Bundestages (wie bisher fast alle Bundeskanzler), stehen ihm in dieser Eigenschaft auch die Leistungen nach dem Abgeordnetengesetz zu, wobei die Abgeordnetenentschädigung halbiert und die Kostenpauschale gekürzt wird.

### Nachamtliche Ausstattung
In der Staatspraxis werden ehemaligen Bundeskanzlern Leistungen zur Wahrnehmung nachwirkender Aufgaben gewährt, z. B. ein Büro und Personal, soweit der jeweilige Bundeshaushalt das vorsieht, was aber nach § 3 Absatz 2 der Bundeshaushaltsordnung keinen Anspruch begründet. Nach dem Beschluss des Haushaltsausschusses des Deutschen Bundestages vom 22. Mai 2022 soll die Gewährung bei ehemaligen Bundeskanzlern jetzt voraussetzen, dass eine „fortwirkende Verpflichtung aus dem Amt“ wahrgenommen wird. Der ehemalige Bundeskanzler Schröder hat gegen die damit begründete Verweigerung weiterer Mittel für sein Büro in einem Gebäude des Bundestags Klage beim Verwaltungsgericht Berlin erhoben, die mit Urteil vom 4. Mai 2023 als unbegründet abgewiesen wurde. Nach der Urteilsbegründung erwächst ehemaligen Bundeskanzlern weder aus dem Haushaltsgesetz noch aus Gewohnheitsrecht ein Anspruch auf eine Ausstattung mit Mitarbeitern. Sie diene allein öffentlichen Interessen und begründe kein subjektives Recht der ehemaligen Bundeskanzler. Soweit diesen Räume in den Gebäuden des Bundestags durch die Fraktionen zur Verfügung gestellt werden, könne kein Anspruch geltend gemacht werden gegen die beklagte Bundesrepublik Deutschland, vertreten durch das Bundeskanzleramt, weil die Fraktionen selbst rechtsfähig seien und verklagt werden könnten. Die Beklagte könne nicht verfügen über Bundesmittel, die den Fraktionen zugewiesen seien. Die gegen das erstinstanzliche Urteil eingelegte Berufung wies das Oberverwaltungsgericht Berlin-Brandenburg mit Urteil vom 6. Juni 2024 als unbegründet zurück und ließ die Revision zu. Das Bundesverwaltungsgericht hat mit Urteil vom 10. April 2025 die Revision mit der Begründung zurückgewiesen, dass es sich um eine verfassungsrechtliche Streitigkeit handele, für die der Verwaltungsrechtsweg nicht eröffnet ist, womit über den geltend gemachten Anspruch nicht entschieden werden konnte.

### Ende der Amtszeit

#### Allgemeines

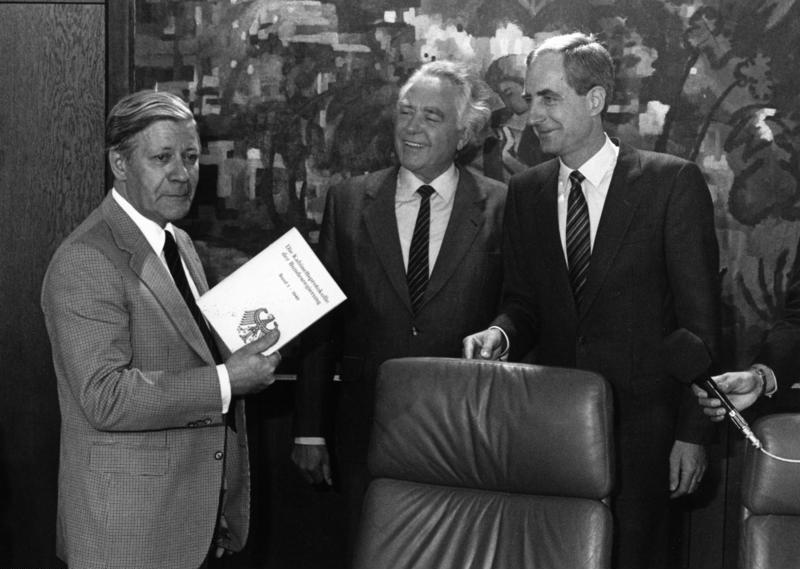
Bundeskanzler Helmut Schmidt erhält den ersten Band der Kabinettsprotokolle, 1982, anlässlich seiner letzten Regierungssitzung

Die Amtszeit des Bundeskanzlers endet mit seinem Tod, seiner Amtsunfähigkeit, der Ablösung durch konstruktives Misstrauensvotum, seinem Rücktritt oder der konstituierenden Sitzung des neu gewählten Bundestages spätestens 30 Tage nach der Wahl (Art. 39 Abs. 2 GG). In den beiden letzten Fällen übt der Bundeskanzler in der Regel auf Ersuchen des Bundespräsidenten nach Art. 69 Absatz 3 des Grundgesetzes das Amt des Bundeskanzlers bis zur Ernennung seines Nachfolgers geschäftsführend weiter aus.
Während das weitere Prozedere für die Fälle der Beendigung einer Kanzlerschaft teilweise verfassungsrechtlich genau normiert ist, fehlt es für einzelne Beendigungssituationen an eindeutigen Regelungen sowohl im Grundgesetz selbst wie in nachgeordneten Rechtsnormen („Geschäftsordnung der Bundesregierung“). Zu diesen nicht normierten Beendigungsfällen gehört der Tod eines Bundeskanzlers und auch die Beendigung des Amtes durch Rücktritt oder durch das Zusammentreten eines neu gewählten Bundestages in der Konstellation, dass der Bundespräsident nicht von seinem Recht nach Artikel 69 Absatz 3, den bisherigen Amtsinhaber zur Weiterführung der Geschäfte bis zur Ernennung eines neuen Kanzlers zu verpflichten, Gebrauch macht – wie beim Rücktritt Willy Brandts 1974 geschehen.
Nach überwiegender Meinung in der Rechtsliteratur müsse dem Bundespräsidenten in solchen Fällen in Analogie zu Artikel 69 Absatz 3 eine außerordentliche Ernennungsbefugnis zuerkannt werden, da die Verfassung von ihrer Struktur her ein ununterbrochenes Funktionieren aller Verfassungsorgane einfordert und sonst unaufschiebbare Maßnahmen nicht getroffen werden könnten. Ohne einen amtierenden Bundeskanzler aber existiert keine Bundesregierung (Art. 62 GG) und mit der Amtsbeendigung eines Bundeskanzlers verlieren auch alle Regierungsmitglieder ihre Ämter (Art. 69 Absatz 2 GG). Streitig unter Juristen ist weiterhin, ob der Bundespräsident in solchen Situationen in der Auswahl des neuen Bundeskanzlers auf die Person des bisherigen (auch als solcher nicht mehr im Amt befindlichen) Vizekanzlers beschränkt ist – die herrschende Meinung (u. a. Herzog in Maunz/Dürig Art. 69 Rn. 59) geht von einer Auswahlbeschränkung aus (Walter Scheel war 1974 auch zuvor Vizekanzler, als er von Bundespräsident Gustav Heinemann mit der vorübergehenden Amtsführung betraut wurde). Eindeutig ist weiterhin nicht, ob in diesen Fällen der Terminus „geschäftsführender“ Bundeskanzler rechtlich überhaupt der richtige ist: Nach wörtlicher Auslegung des Artikel 69 Absatz 3 des Grundgesetzes können nur die bisherigen Amtsinhaber zum „geschäftsführenden Bundeskanzler“ oder zu „geschäftsführenden Bundesministern“ verpflichtet werden. Aus ähnlichem Grunde wird Konrad Adenauer nicht als Bundesaußenminister für den Zeitraum nach dem Rücktritt Heinrich von Brentanos 1961 geführt, obwohl er das Amt „faktisch geschäftsführend“ wieder übernahm, aber im Gegensatz zu Helmut Schmidt 1982 nicht offiziell Außenminister wurde. Erst eine analoge Auslegung des Artikel 69 Absatz 3 könnte in dieser Fallkonstellation die Bezeichnung „geschäftsführender Bundeskanzler“ rechtfertigen; ansonsten ist er rechtlich ohne Zusatzbezeichnung ausschließlich ein „Bundeskanzler“.
Der Rücktritt des Bundeskanzlers während der Legislaturperiode selbst ist im Grundgesetz auch nicht vorgesehen oder geregelt. Dennoch wird er verfassungsrechtlich für zulässig erachtet. Die bisherigen Rücktritte der Bundeskanzler Adenauer, Erhard und Brandt waren daher auch nicht Gegenstand größerer verfassungsrechtlicher Debatten. Der Rücktritt bietet auch einen Weg zu Neuwahlen. Findet bei der nach dem Rücktritt anstehenden Wahl des Bundeskanzlers gemäß Artikel 63 des Grundgesetzes kein Kandidat die absolute Mehrheit, so kann der Bundespräsident Neuwahlen anordnen, er muss das jedoch nicht tun.

#### Konstruktives Misstrauensvotum

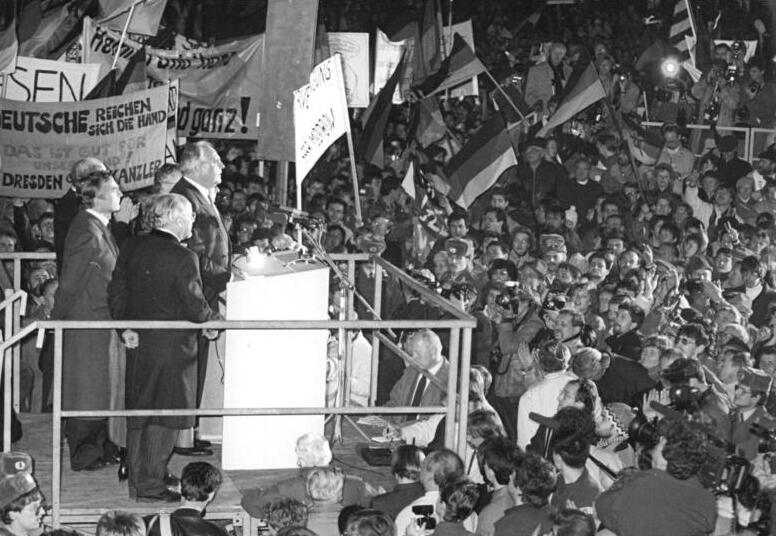
Bundeskanzler Helmut Kohl am 19. Dezember 1989 auf dem Altmarkt in Dresden

Eine der wichtigsten Entscheidungen des Parlamentarischen Rates zur Stärkung der Position des Bundeskanzlers war die Einführung des konstruktiven Misstrauensvotums. Der Bundeskanzler kann nach Artikel 67 des Grundgesetzes nur durch eine Mehrheit im Parlament gestürzt werden, wenn sich diese Mehrheit gleichzeitig auf einen Nachfolger für ihn geeinigt hat. Dadurch wird verhindert, dass die Regierung durch eine sie ablehnende, aber in sich nicht einige Mehrheit gestürzt wird. In der Weimarer Republik war das durch das gemeinsame Wirken von extrem rechten und extrem linken Kräften häufig gegeben, was zu kurzen Amtsperioden der Reichskanzler und damit zu allgemeiner politischer Instabilität führte.
Der Antrag muss nach der Geschäftsordnung des Bundestages von mindestens einem Viertel seiner Mitglieder eingebracht werden. Dabei muss der Antrag, den Bundespräsidenten zu ersuchen, den Bundeskanzler zu entlassen, gleichzeitig ein Ersuchen an den Bundespräsidenten enthalten, eine namentlich benannte Person zum Nachfolger zu ernennen. Damit wird sichergestellt, dass die neu formierte Mehrheit sich zumindest auf einen gemeinsamen Bundeskanzlervorschlag geeinigt hat und damit erwarten lässt, dass sie über ein gemeinsames Regierungsprogramm verfügt. Der Antrag bedarf zu seiner Annahme wiederum der Kanzlermehrheit, also der absoluten Mehrheit der Stimmen der Mitglieder des Bundestages.
Will der Gemeinsame Ausschuss während des Verteidigungsfalles den Bundeskanzler per konstruktivem Misstrauensvotum stürzen, so bedarf dieser Antrag der Mehrheit von zwei Dritteln der Mitglieder des Gemeinsamen Ausschusses. Mit der Erhöhung dieser Mehrheit sollte die Möglichkeit eines faktischen Staatsstreiches durch den Gemeinsamen Ausschuss erschwert werden.
Der Wechsel eines Koalitionspartners oder auch nur einzelner Koalitionsabgeordneter zur Opposition ist nach den Vorschriften des Grundgesetzes legitim. Er steht jedoch in der öffentlichen Wahrnehmung stets im Ruch des Verrates, da nach Argumentation der vom Wechsel jeweils negativ betroffenen politischen Gruppe die Wähler bei ihrer Wahlentscheidung darauf hätten vertrauen können, dass sie mit der Wahl einer Partei auch einen bestimmten Kanzlerkandidaten wählten. Der nachträgliche Wechsel sei eine demokratietheoretisch nicht hinnehmbare Täuschung des Wählers. Das Bundesverfassungsgericht hat sich dieser Argumentation in einem Urteil zur Vertrauensfrage aus dem Jahr 1983 entgegengestellt und demokratische Legitimation mit verfassungsrechtlicher Legitimität gleichgesetzt.
Das konstruktive Misstrauensvotum ist in der Geschichte der Bundesrepublik bisher zweimal zur Anwendung gekommen: 1972 versuchte die CDU/CSU-Fraktion erfolglos, Bundeskanzler Willy Brandt zu stürzen und Rainer Barzel zum Kanzler zu wählen; 1982 stürzten CDU/CSU und FDP gemeinsam Bundeskanzler Helmut Schmidt und wählten Helmut Kohl zum Bundeskanzler.

#### Vertrauensfrage

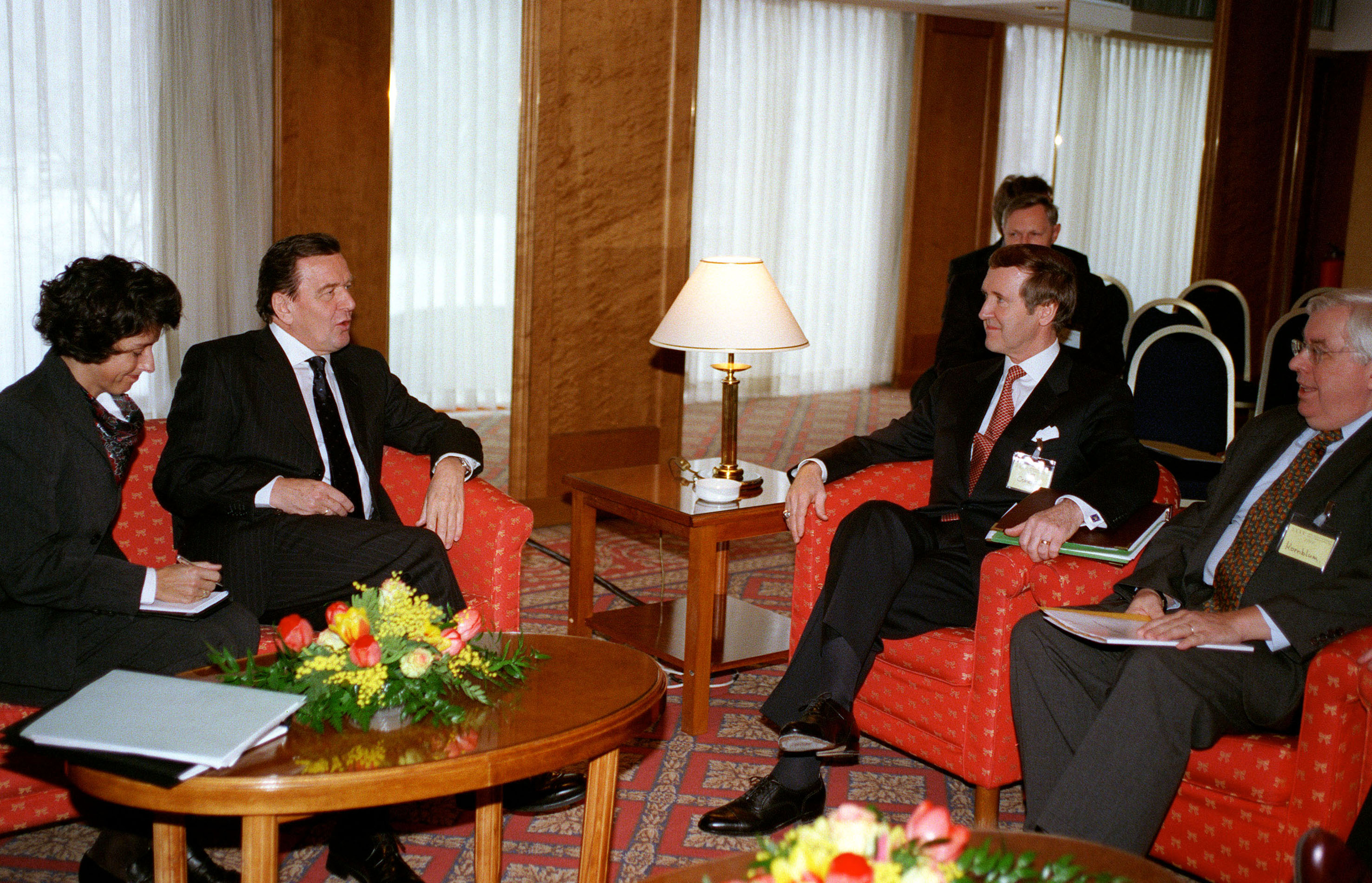
Bundeskanzler Gerhard Schröder bei einem Gespräch mit US-Diplomaten am Rande der Münchner Sicherheitskonferenz 1999

Hat der Bundeskanzler den Eindruck, dass die Mehrheit des Bundestages seine Politik nicht mehr unterstützt, so kann er nach Artikel 68 des Grundgesetzes die Vertrauensfrage stellen und damit den Bundestag selbst zum Handeln zwingen. Er kann die Vertrauensfrage auch mit einer Sachentscheidung, also einem Gesetzentwurf oder einem anderen Sachantrag, verbinden. Stimmt der Bundestag dem Antrag des Bundeskanzlers, ihm das Vertrauen auszusprechen, nicht mit absoluter Mehrheit zu, so gibt es drei Möglichkeiten:
- Der Bundeskanzler kann sich entschließen, keine verfassungsrechtlichen Konsequenzen zu ziehen.
- Der Bundeskanzler kann dem Bundespräsidenten vorschlagen, den Bundestag aufzulösen; der Bundespräsident entscheidet über diesen Vorschlag politisch eigenständig. Mit dem Zusammentritt des neugewählten Bundestages endet automatisch auch das Amtsverhältnis des bisherigen Bundeskanzlers (§ 9 Abs. 1 Nr. 2 BMinG), wobei eine erneute Wahl durch den neuen Bundestag jedoch möglich ist.
- Die Bundesregierung kann beim Bundespräsidenten beantragen, den Gesetzgebungsnotstand auszurufen, sofern der Bundesrat dem zustimmt und der Bundestag zuvor eine als dringlich bezeichnete Gesetzesvorlage abgelehnt hat. Der Bundespräsident entscheidet über diesen Antrag wiederum politisch eigenständig. Durch den Gesetzgebungsnotstand kann der Bundestag für sechs Monate weitgehend entmachtet werden (Prärogativ).

In der Geschichte der Bundesrepublik ist die Vertrauensfrage bisher sechsmal gestellt worden. Zweimal (Schmidt 1982 und Schröder 2001) handelte es sich um eine echte Vertrauensfrage, während mit den Vertrauensfragen von Brandt 1972, Kohl 1982, Schröder 2005 und Scholz 2024 die Auflösung des Bundestags angestrebt und auch erreicht wurde. 1983 und 2005 klagten Abgeordnete beim Bundesverfassungsgericht gegen dieses Vorgehen. Beide Male verwarf das Gericht im Ergebnis die Klagen.

## Protokollarisches
In der – nicht gesetzlich geregelten, aber weithin befolgten – protokollarischen Rangordnung in Deutschland steht der Bundeskanzler auf Rang drei, hinter dem Bundespräsidenten und dem Präsidenten des Bundestags. Das Protokoll Inland der Bundesregierung empfiehlt als Anrede für den Bundeskanzler „Herr Bundeskanzler“ oder „Frau Bundeskanzlerin“, nicht aber für ehemalige Amtsinhaber. Im internationalen diplomatischen Schriftverkehr wird das auch für ausländische Regierungschefs und republikanische Staatsoberhäupter gängige Prädikat Exzellenz verwendet. In Anschriften soll für ehemalige Amtsinhaber die frühere Amtsbezeichnung mit dem Zusatz a. D. verwendet werden, jedoch nur wenn eine vorrangig zu verwendende aktuelle Amts- oder Funktionsbezeichnung fehlt.

## Beurteilung des Amtes
Die Konstruktion eines starken, nur vom Bundestag abhängigen Bundeskanzlers hat sich nach überwiegender Ansicht der Politikwissenschaft bewährt. Während das Zusammenspiel von Bundestag und Bundesrat in der Gesetzgebung regelmäßig kritisiert und das Amt des Bundespräsidenten in seiner heutigen Ausgestaltung gelegentlich infrage gestellt wird, sind sowohl das Amt als auch die Befugnisse des Bundeskanzlers nahezu unumstritten. Auch wenn Konrad Adenauers Machtposition, die sich im während seiner Amtszeit geprägten Begriff der Kanzlerdemokratie manifestierte, bei seinen Nachfolgern nicht in diesem Umfang erhalten blieb, ist der Bundeskanzler der wichtigste und mächtigste deutsche Politiker.
Die verhältnismäßig starke verfassungsrechtliche Position, die sich unter anderem durch die Art der Amtseinsetzung und der Kabinettsbildung sowie durch die erschwerte Absetzbarkeit nur durch ein konstruktives Misstrauensvotum ergibt, und die regelmäßige Bekleidung eines hohen Parteiamtes in Verbindung mit relativ stabilen parteipolitischen Verhältnissen hat für eine große Kontinuität im Amt des Bundeskanzlers gesorgt: Friedrich Merz ist erst die zehnte Person, die das Amt innehat. Die lange durchschnittliche Amtszeit der Bundeskanzler von etwa achteinhalb Jahren wird jedoch auch kritisiert. In diesem Zusammenhang wurde bereits eine in ihrer praktischen Umsetzung nicht unproblematische Begrenzung der Amtszeit des Bundeskanzlers auf acht Jahre wie beim US-Präsidenten vorgeschlagen, auch Gerhard Schröder unterstützte diese Idee vor seiner Amtszeit. Er rückte jedoch später von ihr ab, zumal er sich nach einer Kanzlerschaft über zwei Amtsperioden (1998–2005) bei der Bundestagswahl 2005 zur Wiederwahl stellte.
Die Hoffnungen auf einen starken Bundeskanzler haben sich insgesamt erfüllt, die Befürchtungen vor einem zu starken Machthaber haben sich jedoch nicht bewahrheitet, zumal die Macht des Bundeskanzlers im Vergleich zum Reichspräsidenten der Weimarer Republik oder zum US-Präsidenten beschränkt ist. Insofern kann das Wort von Alt-Bundespräsident Herzog, das Grundgesetz sei ein Glücksfall für Deutschland, auch auf die Konstruktion des Amtes des Bundeskanzlers bezogen werden.
Als Verfassungsrechtler kritisierte Roman Herzog allerdings auch einige „Petrefakte“ des Grundgesetzes. Es sei ein „Kunststück“, dass Artikel 61 die Anklage des Bundespräsidenten vor dem Bundesverfassungsgericht vorsehe, dass also nicht der Bundeskanzler, der zu Manipulationen alle Gelegenheit habe, sondern der Bundespräsident mit der Möglichkeit der Organklage bedroht sei. Das Vorschlagsrecht nach Artikel 63 Absatz 1 sei eine Rückbildung des Auswahlrechtes, das zur Kaiserzeit und Weimarer Zeit noch selbstverständlich gewesen sei. Das könne man jetzt streichen.

## Der AusdruckBundeskanzlerin

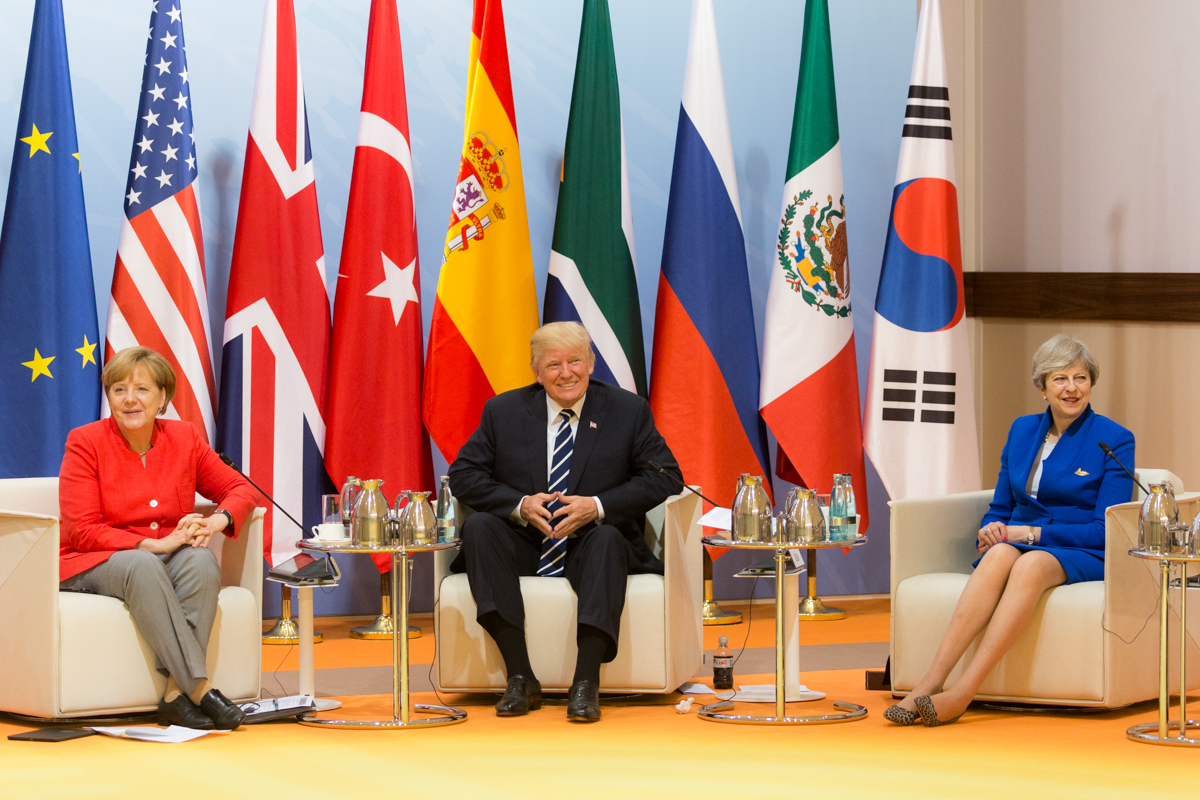
Bundeskanzlerin Angela Merkel beim Hamburger G20-Treffen 2017, mit Donald Trump und Theresa May

Im Zusammenhang mit der Wahl Angela Merkels zur Bundeskanzlerin wurden auch einige Betrachtungen im Hinblick auf den sprachlichen Umgang mit dem ersten weiblichen Amtsinhaber angestellt. So wurde festgestellt, dass – obwohl im Grundgesetz nur vom „Bundeskanzler“ im generischen Maskulinum die Rede ist – die offizielle Anrede für eine Frau im höchsten Regierungsamt „Frau Bundeskanzlerin“ lautet. Ferner wurde auch klar, dass Angela Merkel zwar die erste Bundeskanzlerin (im Femininum), gleichzeitig aber auch der achte Bundeskanzler (im generischen Maskulinum) war.
Ebenfalls im Zusammenhang mit der erstmaligen Wahl einer Frau in das Amt des Bundeskanzlers wurde das Wort „Bundeskanzlerin“ am 16. Dezember 2005 von der Gesellschaft für deutsche Sprache zum Wort des Jahres gekürt, weil der Ausdruck nach Ansicht der Jury sprachlich interessante Fragen aufwerfe und vor einigen Jahrzehnten auch eine Bundeskanzlerin noch mit „Frau Bundeskanzler“ angesprochen worden wäre.
2004 wurde die Anrede „Frau Bundeskanzlerin“ in den Duden aufgenommen.
Die Internetdomain bundeskanzlerin.de wurde bereits 1998 durch den damaligen Studenten Lars Heitmüller reserviert. Er hatte angekündigt, sie kostenfrei an die erste Bundeskanzlerin zu übertragen, was schließlich im November 2005 erfolgte.

## Deutsche Bundeskanzler seit 1949
| Nr. | Nr. | Bild | Name (Lebensdaten)                                  | Partei     | Amtsantritt        | Ende der Amtszeit Anm. 1 | Länge der Amtszeit                      | Kabinette         | Deutsche Bundestage    |
| --- | --- | ---- | --------------------------------------------------- | ---------- | ------------------ | ------------------------ | --------------------------------------- | ----------------- | ---------------------- |
|     | 1   |      | Konrad Adenauer (1876–1967)                         | CDU        | 15. September 1949 | 16. Oktober 1963         | 14 Jahre, 1 Monat, 1 Tag (5144 Tage)    | I, II, III, IV    | 1., 2., 3., 4.         |
|     | 2   |      | Ludwig Erhard (1897–1977)                           | CDU Anm. 2 | 16. Oktober 1963   | 1. Dezember 1966         | 3 Jahre, 1 Monat, 15 Tage (1142 Tage)   | I, II             | 4., 5.                 |
|     | 3   |      | Kurt Georg Kiesinger (1904–1988)                    | CDU        | 1. Dezember 1966   | 21. Oktober 1969         | 2 Jahre, 10 Monate, 20 Tage (1055 Tage) | I                 | 5.                     |
|     | 4   |      | Willy Brandt (1913–1992)                            | SPD        | 21. Oktober 1969   | 7. Mai 1974              | 4 Jahre, 6 Monate, 16 Tage (1659 Tage)  | I, II             | 6., 7.                 |
|     | –   |      | Walter Scheel (geschäftsführend) Anm. 3 (1919–2016) | FDP        | 7. Mai 1974        | 16. Mai 1974             | 9 Tage                                  | Brandt II         | 7.                     |
|     | 5   |      | Helmut Schmidt (1918–2015)                          | SPD        | 16. Mai 1974       | 1. Oktober 1982          | 8 Jahre, 4 Monate, 15 Tage (3060 Tage)  | I, II, III        | 7., 8., 9.             |
|     | 6   |      | Helmut Kohl (1930–2017)                             | CDU        | 1. Oktober 1982    | 27. Oktober 1998         | 16 Jahre, 26 Tage (5870 Tage)           | I, II, III, IV, V | 9., 10., 11., 12., 13. |
|     | 7   |      | Gerhard Schröder (* 1944)                           | SPD        | 27. Oktober 1998   | 22. November 2005        | 7 Jahre, 26 Tage (2583 Tage)            | I, II             | 14., 15.               |
|     | 8   |      | Angela Merkel (* 1954)                              | CDU        | 22. November 2005  | 8. Dezember 2021         | 16 Jahre, 16 Tage (5860 Tage)           | I, II, III, IV    | 16., 17., 18., 19.     |
|     | 9   |      | Olaf Scholz (* 1958)                                | SPD        | 8. Dezember 2021   | 6. Mai 2025              | 3 Jahre, 4 Monate, 28 Tage (1245 Tage)  | I                 | 20.                    |
|     | 10  |      | Friedrich Merz (* 1955)                             | CDU        | 6. Mai 2025        | im Amt                   | 75 Tage (75 Tage)                       | I                 | 21.                    |

### Konrad Adenauer (1949–1963)
Konrad Adenauers Amtszeit war wesentlich von außenpolitischen Ereignissen geprägt. Die Westbindung mit NATO-Beitritt und Gründung der EGKS, dem Grundstein der Europäischen Union, setzte er gegen den Widerstand der SPD durch. Er brachte die deutsch-französische Aussöhnung voran und unterschrieb 1963 den deutsch-französischen Freundschaftsvertrag. Ebenso setzte er sich in starkem Maße für die deutsch-jüdische Versöhnung ein. Auch innenpolitisch wird ihm – neben seinem Nachfolger Ludwig Erhard – das Wirtschaftswunder, die starke wirtschaftliche Erholung der westdeutschen Gesellschaft, angerechnet. Durch sozialpolitische Beschlüsse wie die Lastenausgleichsgesetzgebung oder die dynamische Rente erreichte er die Integration von Flüchtlingen, die Entschädigung von Opfern des Zweiten Weltkrieges und die Bildung einer stabilen Gesellschaft mit breitem Mittelstand. Negativ werden seine strikte Ablehnung gegen Ludwig Erhard als Nachfolger, sein Verhalten in der Spiegel-Affäre, seine Uneindeutigkeit bei der Frage nach der Kandidatur zum Bundespräsidenten 1959 und sein unbedingtes Festhalten an der Macht 1962/63 angemerkt. Insgesamt hat Konrad Adenauer mit seiner Interpretation der Befugnisse des Bundeskanzlers wichtige Weichen für das Amtsverständnis seiner Nachfolger gelegt. Seine 14-jährige Amtszeit dauerte länger als die demokratische Phase der Weimarer Republik bis zur Machtübergabe an Hitler. Er war bei Amtsantritt bereits 73 Jahre alt und regierte bis zu seinem 88. Lebensjahr. Damit war er der mit Abstand älteste Bundeskanzler (bisher war kein anderer Bundeskanzler mit 70 Jahren noch im Amt) und wurde auch „der Alte“ genannt.

### Ludwig Erhard (1963–1966)
Ludwig Erhard kam als Mann des Wirtschaftswunders an die Macht, was durch das äußere Erscheinungsbild unterstrichen wurde. Das brachte ihm auch den Beinamen „der Dicke“ ein. Seine Kanzlerschaft stand jedoch schon wegen der Angriffe Adenauers auf seinen Nachfolger und einer einsetzenden leichten wirtschaftlichen Schwächephase unter keinem guten Stern. Als wichtigste außenpolitische Tat seiner Kanzlerschaft gilt die Aufnahme diplomatischer Beziehungen zu Israel unter Inkaufnahme heftiger Proteste aus arabischen Staaten. Er versuchte, die Beziehungen zu den Vereinigten Staaten von Amerika zu stärken, weshalb er als „Atlantiker“ im Gegensatz zum „Gaullisten“ Adenauer bezeichnet wurde. Erhard stürzte schließlich über wirtschaftliche Probleme und die Uneinigkeit in seiner Partei. Nach dem Rückzug der FDP-Minister aus der Regierung im Oktober 1966 begannen Verhandlungen über eine Große Koalition, schließlich trat Erhard zurück.

### Kurt Georg Kiesinger (1966–1969)
Der Kanzler der ersten Großen Koalition, Kurt Georg Kiesinger, stellte ein anderes Bild eines Bundeskanzlers dar. „Häuptling Silberzunge“ vermittelte zwischen den beiden großen Parteien CDU und SPD, anstatt zu bestimmen. Wichtiges Thema seiner Amtszeit war die Durchsetzung der Notstandsgesetze. Wegen seiner früheren NSDAP-Mitgliedschaft war er Angriffen der 68er-Generation ausgesetzt; mit dieser überlappte sich die außerparlamentarische Opposition. Kiesingers Union verfehlte bei der Bundestagswahl 1969 die absolute Mehrheit lediglich um sieben Mandate. Da in der Folge eine Sozialliberale Koalition aus SPD und FDP gebildet wurde und die Unionsparteien erstmals in die Opposition gingen, schied Kiesinger nach nur zwei Jahren und 325 Tagen aus dem Amt; er ist damit der Bundeskanzler mit der bislang kürzesten Amtszeit.

### Willy Brandt (1969–1974)
Willy Brandt war der erste Sozialdemokrat im Bundeskanzleramt. Er setzte sich für die Ostverträge ein und förderte damit die Aussöhnung mit Deutschlands östlichen Nachbarländern; sein Kniefall von Warschau wurde international stark beachtet. Auch stellte er die Beziehungen zur DDR auf eine neue Grundlage. Diese Haltung verschaffte ihm in konservativen Kreisen heftige Gegnerschaft, die 1972 sogar zu einem knapp scheiternden Misstrauensvotum gegen ihn führte. Andererseits erhielt er für seine außenpolitischen Anstrengungen 1971 den Friedensnobelpreis. Innenpolitisch wollte er „mehr Demokratie wagen“; er war deswegen vor allem bei den jüngeren Wählern beliebt. In seine Amtszeit fiel die Ölkrise 1973, die zu einem Anstieg der Arbeitslosigkeit führte, welche wiederum Brandts Ansehen schadete. Nach der Enttarnung seines engen Mitarbeiters Günter Guillaume als DDR-Spion trat Brandt zurück. Er begründete das offiziell mit Unterstellungen, die ihm nachsagten, dass er aufgrund von Frauengeschichten durch Guillaumes Spionage wahrscheinlich erpressbar sei und somit ein Risiko für die Bundesrepublik darstelle. Sein Rücktritt erfolge, weil es keinen Zweifel an der Integrität des Bundeskanzlers geben dürfe. Politische Beobachter sind sich heute einig, dass die Agentenaffäre nur der Auslöser für den geplanten Rücktritt war. Als tatsächliche Ursache für den Rücktritt werden allgemein Amtsmüdigkeit und Depressionen Brandts angenommen, die auch parteiintern zu Kritik an seinem unentschlossenen Führungsstil führten.
Nach dem Rücktritt des Bundeskanzlers am 7. Mai 1974 führte Walter Scheel die Regierungsgeschäfte, bis am 16. Mai 1974 Helmut Schmidt zum Bundeskanzler gewählt wurde.

### Helmut Schmidt (1974–1982)
Helmut Schmidt kam als Nachfolger Willy Brandts ins Amt. Der Terror der Roten Armee Fraktion, besonders im „Deutschen Herbst“ 1977, prägte die ersten Jahre seiner Amtszeit: Schmidt verfolgte in dieser Frage strikt die Politik, dass der Staat sich nicht erpressen lassen dürfe und zugleich der Rechtsstaat gewahrt werden müsse. Innenpolitisch verfolgte er einen – für eine sozialliberale Koalition – eher konservativen Kurs. Seine Unterstützung des NATO-Doppelbeschlusses, mit der viele SPD-Mitglieder nicht einverstanden waren, läutete das Ende seiner Amtszeit ein. 1982 kam es schließlich wegen wirtschaftspolitischer Differenzen zum Bruch mit dem Koalitionspartner FDP. Wegen seiner offenen und direkten Art, auch unpopuläre Dinge auszusprechen, wurde er auch „Schmidt-Schnauze“ genannt.

### Helmut Kohl (1982–1998)
Helmut Kohl wurde durch ein konstruktives Misstrauensvotum gegen Helmut Schmidt mit den Stimmen von CDU, CSU und der Mehrheit der FDP-Fraktion zum neuen Bundeskanzler gewählt. Er versprach zu Beginn seiner Amtszeit eine „geistig-moralische Wende“. In den ersten Wochen seiner Kanzlerschaft führte er mittels einer Vertrauensfrage die Auflösung des Bundestages und vorgezogene Neuwahlen herbei. Seine persönliche Vision war ein „Europa ohne Schlagbäume“, das die Schengen-Staaten mit den Schengener Abkommen schließlich auch verwirklichten. Ebenso setzte sich Kohl stark für die Etablierung des Euro ein. Helmut Kohls Name ist eng mit der Deutschen Wiedervereinigung verknüpft: 1989 ergriff er die Gunst der Stunde nach dem Fall der Berliner Mauer und sorgte in internationalen Verhandlungen für die Zustimmung der Sowjetunion zur Wiedervereinigung und der gesamtdeutschen NATO-Mitgliedschaft. Innenpolitisch entstanden durch die Wiedervereinigung große Probleme, da die Wirtschaft in Ostdeutschland entgegen Kohls Einschätzung von den kommenden „blühenden Landschaften“ zusammengebrochen war. Die Schwierigkeiten des Aufbaus Ost waren bestimmend für seine spätere Amtszeit. Schließlich wurde er 1998 auch wegen einer Rekordarbeitslosigkeit abgewählt. Nach Kohls Amtszeit wurde bekannt, dass er zugunsten der CDU unter Verstoß gegen das Parteigesetz Spenden angenommen und „schwarzen Kassen“ zugeführt hatte. Mit 16 Jahren und 26 Tagen Amtszeit ist Kohl der Bundeskanzler, der bisher am längsten amtierte. Er wird deshalb auch heute noch als „ewiger Kanzler“ bezeichnet.

### Gerhard Schröder (1998–2005)
Gerhard Schröder begann kurz nach Antritt seiner Kanzlerschaft mit seiner rot-grünen Koalition eine Reihe von Reformprojekten, denen gegen Ende der ersten Amtszeit eine Phase der „ruhigen Hand“ folgte. Außenpolitisch führte Schröder zunächst die transatlantische Partnerschaft wie seine Vorgänger fort: 1999 und 2001 unterstützte Deutschland im Rahmen der Bündnistreue die NATO im Kosovo und in Afghanistan. 2002 jedoch verweigerte Schröder den USA offiziell seine Zustimmung zum Irak-Krieg. Das gilt – neben seinem als gut erachteten Krisenmanagement während der Jahrhundertflut in Ost- und Norddeutschland – als wichtiger Grund für seine Wiederwahl 2002. 2003 benannte er mit der Agenda 2010 sein Reformprogramm für die zweite Amtszeit, zumal er die Arbeitslosigkeit nicht – wie zu Beginn seiner Amtszeit angekündigt – hatte halbieren können. Dieses Programm ging der politischen Linken zu weit, während es wirtschaftsnahen Gruppen nicht weit genug ging. Das alles führte zu Massenaustritten aus der SPD, dem Verlust zahlreicher Landtags- und Kommunalwahlen und der Formierung einer neuen linken Strömung jenseits der SPD, die zur Gründung der Wahlalternative WASG führte. Nach einer weiteren schweren SPD-Niederlage bei der Landtagswahl in Nordrhein-Westfalen 2005 erreichte Gerhard Schröder mittels einer Vertrauensfrage die Auflösung des Bundestages und vorgezogene Neuwahlen im Herbst 2005, auch weil er das Vertrauen der Koalition in ihn beeinträchtigt sah. Zwar verlor er diese Wahlen nach massiven Stimmverlusten knapp, jedoch gelang es ihm, die SPD in der Regierung beteiligt zu behalten, da die unerwartet geringe Differenz zwischen CDU/CSU und SPD im Wahlergebnis sowie der Einzug der Linkspartei ins Parlament zu einer großen Koalition aus Union und SPD führte.

### Angela Merkel (2005–2021)
Angela Merkel wurde am 22. November 2005 zur Bundeskanzlerin gewählt. Die erste Frau und Naturwissenschaftlerin, die das höchste Regierungsamt Deutschlands bekleidete, stützte sich auf eine große Koalition aus CDU/CSU und SPD. Sie war zudem die erste ehemalige Bürgerin der DDR als gesamtdeutsche Kanzlerin und war bei Amtsantritt mit 51 Jahren die jüngste Amtsinhaberin. Ihren Ruf als „Kohls Mädchen“ hatte sie abgelegt, als sie mit ihrem einstigen Förderer wegen dessen Spendenaffäre brach. Zu Beginn ihrer Amtszeit hatte Merkel sehr hohe Zustimmungsraten, die auch mit der für gut befundenen Lösung außenpolitischer Krisen zusammenhingen. Bei der Bewältigung innenpolitischer Probleme wie der Föderalismus- und der Gesundheitsreform traten Kritiker auch aus ihrer eigenen Partei auf und warfen Merkel Führungsschwäche vor.
Bei der Bundestagswahl 2009 kam es zu einer schwarz-gelben Mehrheit. Am 28. Oktober 2009 wurde Merkel als Bundeskanzlerin wiedergewählt. Während sich die internationale Finanzkrise verschärfte und der Euro in Gefahr geriet, machte die Bundesregierung durch ihre teils scharf kritisierte Steuerpolitik von sich reden. Die Wehrpflicht und der Zivildienst wurden ausgesetzt und durch freiwillige Varianten ersetzt. Die Laufzeitverlängerung der Atomkraftwerke wurde zunächst beschlossen und nach der Nuklearkatastrophe von Fukushima wieder rückgängig gemacht.
Bei der Bundestagswahl 2013 verfehlte die FDP erstmals in der Geschichte der Bundesrepublik den Einzug in den Bundestag. Infolgedessen bildete Merkel erneut eine Koalition mit der SPD und wurde am 17. Dezember 2013 zum dritten Mal zur Bundeskanzlerin gewählt. Nach der Bundestagswahl 2017 fiel eine Mehrheitsbildung zunächst schwer, da Sondierungen zu einer sogenannten Jamaika-Koalition aus Unionsparteien, FDP und Grünen scheiterten und die SPD zunächst nicht zu einer Zusammenarbeit bereit war. Nach der Einigung auf einen Koalitionsvertrag und dessen erfolgreicher Absegnung durch die beteiligten Parteien CSU, CDU und SPD wurde Angela Merkel am 14. März 2018 zum vierten Mal zur Bundeskanzlerin gewählt.
Als wichtigste Errungenschaft der Kanzlerschaft Merkels gilt die Verringerung der Arbeitslosigkeit, die sich zum Teil den vorangegangenen Reformen Gerhard Schröders verdankt, als größte Herausforderungen die Bewältigung der Finanzkrise seit 2007, der Eurokrise seit 2009 sowie der Flüchtlingskrise in Europa 2015/2016. In ihre Amtszeit fiel außerdem der Beginn der COVID-19-Pandemie, wobei sie anlässlich dieser am 18. März 2020 ihre einzige Fernsehansprache – ausgenommen der Neujahrsansprachen – hielt, die von etwa 25 bis 30 Millionen Zuschauern verfolgt wurde. Zur Bundestagswahl 2021 trat sie nicht mehr als Kanzlerkandidatin der Union an. Mit einer Amtszeit von 16 Jahren und 16 Tagen ist sie knapp hinter Helmut Kohl, der zehn Tage länger amtierte, der Bundeskanzler mit der zweitlängsten Amtszeit.

### Olaf Scholz (2021–2025)
Olaf Scholz wurde am 8. Dezember 2021 ins Amt gewählt. Er führte eine Koalition von SPD, Bündnis 90/Die Grünen und FDP. Dieses als Ampelkoalition bezeichnete Bündnis war das erste seiner Art auf Bundesebene. Er ist der neunte und der erste konfessionslose Bundeskanzler der Bundesrepublik Deutschland.
Nach dem russischen Überfall auf die Ukraine wandte sich Scholz am Abend des 24. Februar 2022 in einer Fernsehansprache an die Bevölkerung. Am 27. Februar 2022 kündigte er in einer Sondersitzung des deutschen Bundestages einen Wandel der deutschen Außen- und Sicherheitspolitik an. Der dafür verwendete Begriff „Zeitenwende“ wurde zum häufig gebrauchten politischen Schlagwort und zum Wort des Jahres 2022 erklärt. Scholz hatte ihn bereits 2017 in seinem Buch Hoffnungsland verwendet. Seine Regierung beschloss im Anschluss daran ein Sondervermögen für die Bundeswehr in Höhe von 100 Milliarden Euro. Unter Berufung auf seine Richtlinienkompetenz entschied Scholz im Oktober 2022, nachdem sich die Grüne und FDP beim Thema Atomausstieg bzw. Laufzeitverlängerung deutscher Kernkraftwerke nicht einig waren, dass alle (drei) letzten aktiven Kernkraftwerke in Deutschland über den 31. Dezember 2022 hinaus, aber bis längstens zum 15. April 2023 im Leistungsbetrieb bleiben. Am 6. November 2024 zerbrach nach der Entlassung von Bundesfinanzminister Christian Lindner die Ampelkoalition. Scholz, der infolge dessen nur noch einer Minderheitsregierung aus SPD und Bündnis 90/Die Grünen vorstand, stellte am 11. Dezember 2024 die Vertrauensfrage mit dem Ziel, diese zu verlieren und so vorgezogene Neuwahlen zu erreichen. Der Bundestag entzog Scholz daraufhin das Vertrauen, der anschließend wie angekündigt beim Bundespräsidenten die Auflösung des Bundestages beantragte. Am 27. Dezember 2024 setzte Bundespräsident Frank-Walter Steinmeier eine vorgezogene Bundestagswahl für den 23. Februar 2025 an. Scholz ist nach Willy Brandt, Helmut Kohl und Gerhard Schröder der vierte Bundeskanzler, der auf diesem Weg vorgezogene Neuwahlen herbeigeführt hat. In der folgenden Bundestagswahl unterlag Scholz’ SPD den Unionsparteien und wurde erstmals (nach der AfD) nur drittstärkste Kraft im Bundestag. Scholz war damit der erste Bundeskanzler seit Kurt Georg Kiesinger, der nach nur einer Amtszeit aus dem Amt schied.

### Friedrich Merz (seit 2025)
Friedrich Merz wurde am 6. Mai 2025 als erster Bundeskanzler in der bundesrepublikanischen Geschichte erst in der zweiten Wahlphase (im insgesamt zweiten Wahlgang) ins Amt gewählt. Er ist der zehnte Bundeskanzler der Bundesrepublik Deutschland und führt eine Koalition von CDU/CSU und SPD, die insgesamt fünfte Koalition dieser Art auf Bundesebene.

## Bundeskanzler, die zugleich Bundesaußenminister waren
Zwei Bundeskanzler amtierten zeitweise zugleich als Bundesminister des Auswärtigen:
- Bundeskanzler Konrad Adenauer war vom 15. März 1951 bis zum 7. Juni 1955 der erste deutsche Bundesminister des Auswärtigen; bis dahin gestatteten die alliierten Besatzungsmächte der Bundesregierung nicht, ein Außenministerium einzurichten. Adenauer übernahm außerdem inoffiziell faktisch geschäftsführend nach dem Rücktritt des bisherigen Außenministers Heinrich von Brentano am 30. Oktober 1961 für zwei Wochen die Leitung des Auswärtigen Amtes, bis Gerhard Schröder am 14. November 1961 zum neuen Bundesaußenminister ernannt wurde.
- Bundeskanzler Helmut Schmidt wurde nach dem Bruch der sozialliberalen Koalition von Bundespräsident Karl Carstens zum Bundesminister des Auswärtigen ernannt und hatte dieses Amt vom 17. September bis zum 1. Oktober 1982 inne.

## Statistisches

### Allgemeines und Amtszeit

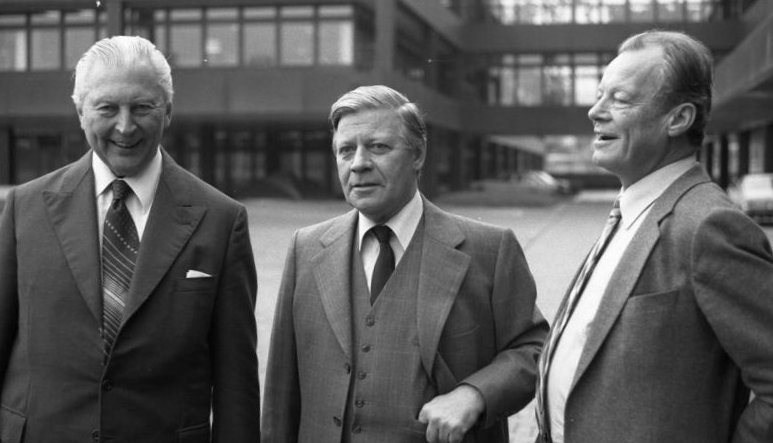
Der damalige Kanzler Schmidt mit seinen Amtsvorgängern Kiesinger (l.) und Brandt (r.) in Bonn (1979)

Wird der nur geschäftsführende Amtsträger Walter Scheel nicht mitgezählt, so gab es einschließlich Friedrich Merz bislang zehn Bundeskanzler. Am längsten amtierte Helmut Kohl mit 16 Jahren und 26 Tagen, dicht gefolgt von Angela Merkel, die nur zehn Tage weniger im Amt war; am kürzesten Kurt Georg Kiesinger mit zwei Jahren und elf Monaten.

### Parteien
| Partei | Anzahl | Anzahl Legislaturen / Kabinette |
| ------ | ------ | ------------------------------- |
| CDU    | 6      | 17                              |
| SPD    | 4      | 8                               |

Die SPD stellte vier Bundeskanzler, die CDU kommt auf sechs, darunter die einzige Kanzlerin. Andere Parteien stellten keine gewählten Kanzler.
Adenauer (CDU) war früher Mitglied des Zentrums, Kiesinger (CDU) Mitglied der NSDAP, SPD-Kanzler Brandt hatte der linksradikalen Splitterpartei SAP angehört. Angela Merkel war zusammen mit dem Demokratischen Aufbruch in die CDU gekommen.
Die CDU stellte am längsten den Bundeskanzler, nämlich (bis einschließlich 2025) 52 Jahre. Die SPD kommt (bis 2025) auf 24 Jahre. Die längste Zeit, in der eine Partei (die CDU) ununterbrochen den Kanzler stellte, waren die 20 Jahre von 1949 bis 1969.
Konrad Adenauer vereinte in seinem zweiten Kabinett Vertreter von insgesamt fünf Parteien und hält damit den Rekord (zu Amtsantritt vier, am Ende drei; CDU und CSU als zwei Parteien gezählt).

### Titel und Ämter
Ludwig Erhard, Helmut Kohl und Angela Merkel haben eine Promotion abgeschlossen. Alle Bundeskanzler erhielten teilweise mehrfach Ehrendoktorwürden.
Erhard war Soldat (Unteroffizier) im Ersten Weltkrieg. Schmidt war Soldat im Zweiten Weltkrieg (Oberleutnant der Wehrmacht, Major d. R. der Bundeswehr). Adenauer hat aus gesundheitlichen Gründen nicht gedient, Kiesinger war aufgrund seiner Ministerialarbeit während des Zweiten Weltkriegs vom Waffendienst befreit, Brandt lebte bei der Wiedereinführung der Wehrpflicht 1935 im Exil, Kohl gehörte zu den Weißen Jahrgängen zwischen Wehrmacht und Bundeswehr, Schröder musste wegen seines gefallenen Vaters nicht dienen, Merkel unterlag als Frau nicht der Wehrpflicht. Scholz hat in einem Altenpflegeheim den Zivildienst abgeleistet.
Es ist gängig, dass ein Kanzler zuvor Bundesminister gewesen ist: Erhard vierzehn Jahre (Wirtschaft), Brandt drei Jahre (Auswärtiges), Schmidt fünf Jahre (Verteidigung, Finanzen, Wirtschaft), Scholz sechs Jahre (Arbeit und Soziales, Finanzen) und Merkel acht Jahre (Frauen, Umwelt), die damit (Stand: 2025) insgesamt am längsten Mitglied der Bundesregierung war. Minister einer Landesregierung waren: Erhard 3 Monate (Wirtschaft in Bayern), Scholz 4 Monate (Innensenator in Hamburg) und Schmidt für 4 Jahre (Innensenator in Hamburg). Ehemalige Regierungschefs eines Bundeslandes waren Kiesinger (Baden-Württemberg), Kohl (Rheinland-Pfalz), Schröder (Niedersachsen) und Scholz (Hamburg). Willy Brandt war von 1957 bis 1966 Regierender Bürgermeister von West-Berlin, das in der Zeit der deutschen Teilung faktisch, wenn auch nicht völkerrechtlich, ein Land des Bundesrepublik Deutschland war. Oberbürgermeister einer Großstadt war Adenauer (Köln). Einzig Friedrich Merz hatte bislang keine solche Funktion inne.
Alle bisherigen Kanzler hatten parlamentarische Erfahrung. Kiesinger war bislang der einzige Kanzler, der während seiner Amtszeit nicht Mitglied des Deutschen Bundestages war, gehörte aber zuvor (1949–1958) und danach (1969–1980) dem Bundestag an. Vom 26. Oktober 2021 bis zur Wahl von Olaf Scholz war zudem auch Angela Merkel als geschäftsführende Bundeskanzlerin keine Bundestagsabgeordnete mehr. Kein Bundeskanzler war Mitglied des Reichstages, Adenauer war 1918 kurzzeitig Mitglied des Preußischen Herrenhauses. Mit Ausnahme von Angela Merkel blieben alle Bundeskanzler über das Ende ihrer Amtszeit hinaus Abgeordnete im Bundestag (Gerhard Schröder nach der Wahl seiner Nachfolgerin jedoch nur für zwei Tage, bevor er sein Mandat niederlegte). Brandt war nach seinem Rücktritt 1974 noch bis zu seinem Tod 1992 Bundestagsabgeordneter, insgesamt 31 Jahre lang (1949–1957, 1961, 1969–1992). Danach folgen Merkel mit ebenfalls 31 Jahren Mitgliedschaft im Bundestag (1990–2021) und Schmidt mit 30 Jahren (1953–1962, 1965–1987). Erhard war 28 Jahre lang Bundestagsabgeordneter (von 1949 bis zu seinem Tod 1977), Kohl 26 Jahre (1976–2002), Adenauer 18 Jahre (1949–1967) und Schröder insgesamt 13 Jahre lang (1980–1986, 1998–2005).
Frühere Bundestags-Fraktionsvorsitzende waren Schmidt, Kohl, Merkel und Merz.

### Alter

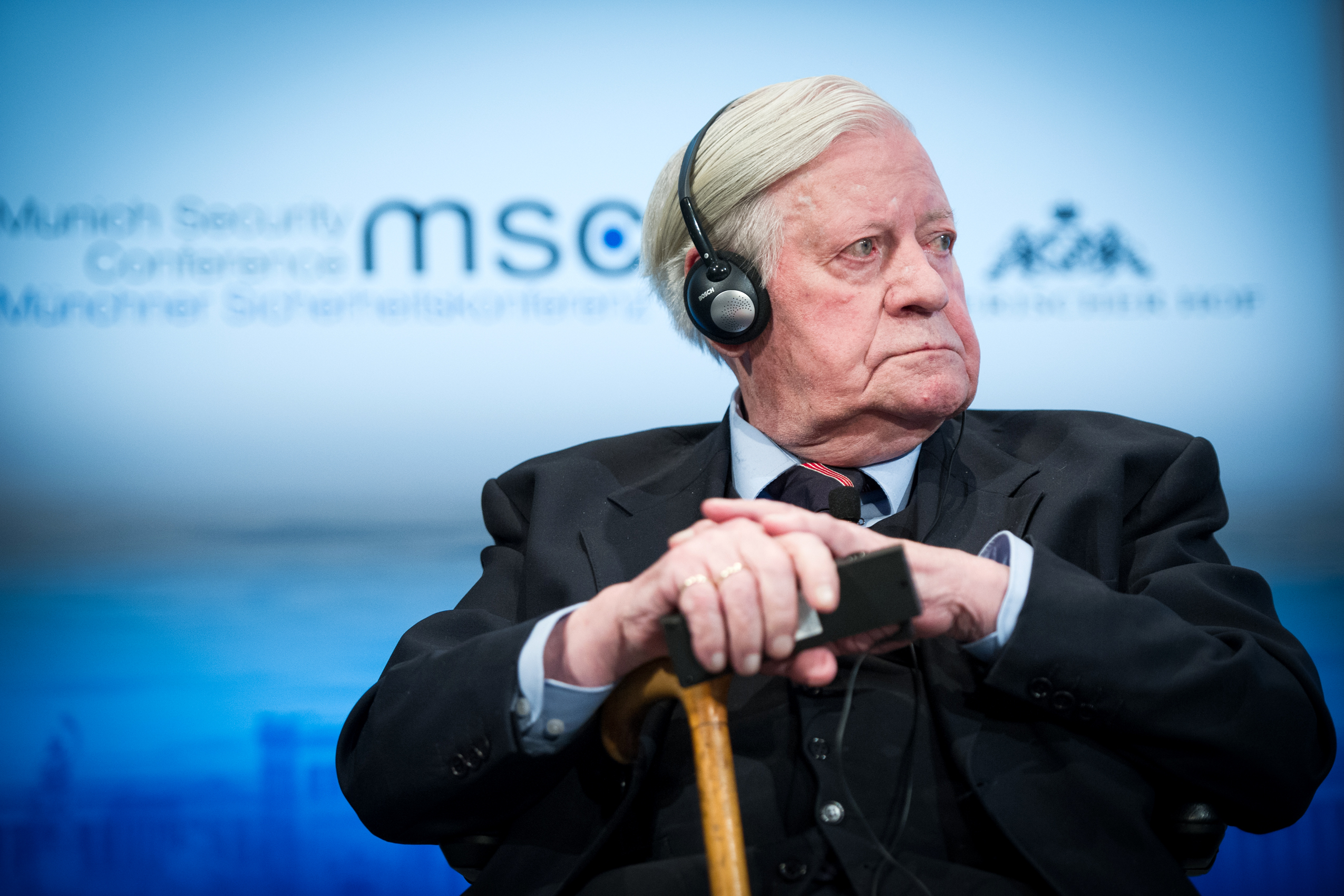
Helmut Schmidt im Alter von 95 Jahren auf der Münchner Sicherheitskonferenz 2014

Bei Amtsantritt am jüngsten war Bundeskanzlerin Merkel mit 51 Jahren. Der älteste Bundeskanzler bei Amtsantritt war Adenauer mit 73 Jahren. Adenauer hält weiterhin den Altersrekord als amtierender Kanzler, er trat erst mit 87 Jahren ab. Der jüngste Bundeskanzler bei Ausscheiden aus dem Amt war Willy Brandt mit 60 Jahren.
Bis auf Friedrich Merz war jeder Bundeskanzler zu Beginn seiner Amtszeit jünger als sein Vorgänger.
Bislang fünf Bundeskanzler traten ihr Amt jeweils erst mit über 60 Jahren an. Die anderen fünf Bundeskanzler (Brandt, Schmidt, Kohl, Merkel, Schröder) erlebten ihren 60. Geburtstag im Amt.
Das höchste Lebensalter eines ehemaligen Kanzlers erreichte bislang Helmut Schmidt, der 96 Jahre und 322 Tage alt wurde. Schmidt hält auch den Rekord für den längsten Zeitraum als ehemaliger Kanzler. Zwischen seiner Abwahl und seinem Tod vergingen 33 Jahre und 40 Tage. Der am jüngsten verstorbene Bundeskanzler ist Willy Brandt mit 78 Jahren und 295 Tagen. Die kürzeste Zeit als Altkanzler hatte Konrad Adenauer (3 Jahre und 185 Tage).
Als der erste Bundeskanzler Adenauer 1949 sein Amt antrat, lebten noch die folgenden Reichskanzler: Joseph Wirth, Hans Luther, Heinrich Brüning und Franz von Papen. Seit dem Rücktritt Adenauers gab es neben dem Amtsinhaber stets noch mindestens einen lebenden Altbundeskanzler. Bislang gab es vier Perioden, in denen neben dem Amtsinhaber je drei Altkanzler am Leben waren: von 1974 bis 1977 (Erhard, Kiesinger, Brandt), von 1982 bis 1988 (Kiesinger, Brandt, Schmidt), von 2005 bis 2015 (Schmidt, Kohl, Schröder) und seit 2025 (Schröder, Merkel, Scholz). Seit dem Tod Helmut Kohls im Jahr 2017 lebte mit Gerhard Schröder bis 2021 zeitweilig nur noch ein Altkanzler. Dies war zuvor während der Amtszeit von Ludwig Erhard der Fall und nach dem Tod Willy Brandts, als Helmut Schmidt von 1992 bis 1998 der einzige lebende Altkanzler war.

### Bundeskanzler als Person
- Marion Gräfin Dönhoff: Deutschland, deine Kanzler. Btb bei Goldmann 1999, ISBN 3-442-75559-X.
- Guido Knopp, Alexander Berkel, Stefan Brauburger: Kanzler. Die Mächtigen der Republik. Goldmann 2000, ISBN 3-442-15067-1.
- Hans Klein: Die Bundeskanzler. 4. erweiterte Auflage, edition q, Berlin 2000, ISBN 3-86124-521-3.
- Norbert Seitz: Die Kanzler und die Künste – Die Geschichte einer schwierigen Beziehung. Siedler, München 2005, ISBN 3-88680-803-3. Der Band behandelt das Thema von Adenauer bis Schröder.
- Wilhelm von Sternburg (Hrsg.): Die deutschen Kanzler. Von Bismarck bis Kohl. Athenaeum, Bodenheim, Königstein Ts. 1985, ISBN 3-7610-8382-3.

### Bundeskanzler als politische Institution und Funktion
- Arnulf Baring: Im Anfang war Adenauer. Die Entstehung der Kanzlerdemokratie. München 1982, ISBN 3-423-10097-4
- Volker Busse, Hans Hofmann: Bundeskanzleramt und Bundesregierung. Aufgaben – Organisation – Arbeitsweise. 5., neu bearbeitete und aktualisierte Auflage. Müller, Heidelberg 2010, ISBN 978-3-8114-7734-6.
- Karlheinz Niclauß: Kanzlerdemokratie. Regierungsführung von Konrad Adenauer bis Angela Merkel, Springer, Wiesbaden 2015, ISBN 978-3-658-02397-3.
- Wolfgang Rudzio: Das politische System der Bundesrepublik Deutschland. Leske und Budrich, Opladen 2000, ISBN 3-8100-2593-3, S. 283–314.
- Jannis Lennartz: Kanzlerdemokratie (= Jus publicum. Nr. 321). Mohr Siebeck, Tübingen 2023, ISBN 978-3-16-162394-3, doi:10.1628/978-3-16-162394-3 (mohrsiebeck.com [abgerufen am 18. März 2024] Habilitationsschrift, HU Berlin, 2022).